# 1997年の音楽
1997年の音楽（1997ねんのおんがく）では、1997年（平成9年）の音楽分野に関する出来事について記述する。
1996年の音楽-1997年の音楽-1998年の音楽

## 概要・できごと
- 世界の音楽界では、フェラ・クティ[注 1]、マイケル・ハッチェンス[注 2]（インエクセス）、ノトーリアスBIG[注 3]、ジョン・デンバー[注 4]らの訃報が伝えられた。
- Magoo & ティンバランドのUp Jumps Da Boogie、マーク・モリソンのReturn of the Mackが、ビルボード・ポップ・チャートでもヒットした。
- この年から98年にかけて、日本国内でのCD売り上げがピークに達した。
- 日本でシングルのミリオンヒットが16枚、アルバムのミリオンヒットが22枚。
- 日本で安室奈美恵がヒット連発。小室サウンドがヒットを出し続けた。小室自身も参加するglobeが、前年末発売の「Can't Stop Fallin' in Love」も両年度合算で130万枚を超えた。
- 日本でGLAY楽曲の大ヒット。ベスト盤も大ヒットした。同年にスマッシュヒットしたL'Arc〜en〜Cielと共に、2000年頃までバンドブームの先頭役となる。
- 日本でMr.Children、SPEED等のトイズファクトリー勢のヒット。
- KinKi Kidsのデビューシングル「硝子の少年」が初登場1位、170万枚を超えるヒット。以後発売のシングル曲もミリオンヒットを飛ばす。
- 日本でEvery Little Thingがヒットを放った。
- LUNA SEAがバンド活動を休止し、各メンバーがソロ活動。本名の河村隆一名義で活動したボーカルのRYUICHIは、同年に発売されたシングル4作品がすべて年間セールス50位以内にランクインした。
- 日本でのCDプレーヤーの普及率 57.9% (内閣府「消費動向調査」)[1]。

## 詳細 (日本)

### 1月
- 月中 - WANDSの上杉、柴崎が脱退。

### 2月
- 24日 - L'Arc〜en〜Cielのドラマーsakuraが覚醒剤取締法違反で逮捕された。

### 3月
- 月中 - 米米CLUBがドーム公演をもって解散（2006年から活動再開している）。

### 4月
- 月中
  - Mr.Childrenが活動休止。
  - L'Arc〜en〜Cielがsakuraの逮捕を受け、活動休止。

### 7月
- 21日 - KinKi KidsがCDデビュー。
- 26日 - 日本ロックフェスの草分け、第一回フジロックフェスティバル開催、出演はレッド・ホット・チリ・ペッパーズ、THE YELLOW MONKEYなど。

### 9月
- 月中 - 第3期WANDS始動。
- 22日 - X JAPANが紙面にて突然の解散宣言。同日記者会見を行い、4月20日の時点でボーカルTOSHIが脱退していた事が明かされる。

### 10月
- 17日 - L'Arc〜en〜Cielがこの日発売のシングル「虹」を引っさげて活動再開。
- 22日 - 安室奈美恵がTRFのSAMと結婚＆妊娠発表（2002年離婚）。

### 11月
- 月中 - L'Arc〜en〜Cielが、2月に逮捕されたドラマーのsakuraが正式に脱退した事が公表された。

### 12月
- 31日
  - X JAPANが東京ドームにて解散公演「THE LAST LIVE〜最後の夜〜」。第48回NHK紅白歌合戦に出場し、「Forever Love」を演奏し、解散（2007年に再結成）。
  - 第48回NHK紅白歌合戦が放送される。紅組トリは安室奈美恵、白組トリおよび大トリは五木ひろしがそれぞれ務めた。岩本公水、Every Little Thing、オーロラ・輝子(河合美智子)、GLAY、河村隆一、SPEED、反町隆史、T.M.Revolution、広末涼子、MAX、松たか子、Le Coupleが初出場となった。

## 洋楽シングル
- アクア - 「愛しのバービー・ガール」
- オフスプリング - 「オール・アイ・ウォント」
- エルトン・ジョン – 「キャンドル・イン・ザ・ウィンド1997」
- オアシス – 「ドゥ・ユー・ノウ・ワット・アイ・ミーン?」
- ジャネット・ジャクソン – 「トゥゲザー・アゲイン」
- ジャネット・ジャクソン フィーチャリング Qティップ&ジョニ・ミッチェル - 「ゴット・ティル・イッツ・ゴーン」
- スパイス・ガールズ - 「スパイス・アップ・ユア・ライフ」「トゥー・マッチ」
- ナタリー・インブルーリア – 「トーン」
- ノー・ダウト – 「ドント・スピーク」
- ノトーリアスBIG – 「モー・マネー・モー・プロブレムズ」
- パフ・ダディ – 「アイル・ビー・ミッシング・ユー」
- ハンソン - 「キラメキ☆MMMBOP」
- ザ・プロディジー – 「スマック・マイ・ビッチ・アップ」
- マーク・モリソン – 「リターン・オブ・ザ・マック」[2]
- マグー & ティンバランド – 「アップ・ジャンプス・ダ・ブギー」[3]
- マシーン・ヘッド – 「ザ・モア・シングス・チェンジ…」
- マライア・キャリー – 「ハニー」
- レディオヘッド – 「カーマ・ポリス」

## 洋楽アルバム
- エアロスミス『ナイン・ライヴズ』
- オール・セインツ – All Saints
- Anouk – Together Alone
- Backstreet Boys – Backstreet's Back
- Erykah Badu – Baduizm
- Beborn Beton – Truth
- Ben Folds Five – Whatever and Ever Amen
- Mat Bianco – World Go Round
- メアリー・J. ブライジ『シェア・マイ・ワールド』
- ビョーク – Homogenic
- ジャネット・ジャクソン『ザ・ヴェルヴェット・ロープ』
- ジョー『オール・ザット・アイ・アム』
- ダイアナ・キング『シンク・アイク・ア・ガール』
- ノトーリアス・B.I.G.『ライフ・アフター・デス』
- オアシス『ビィ・ヒア・ナウ』
- ソウルIIソウル『タイム・フォー・チェンジ』

## 総合シングル年間TOP50 (日本)
データ集計会社 オリコン
※集計期間 1996年12月2日付 - 1997年11月24日付
- 1位 安室奈美恵：「CAN YOU CELEBRATE?」
- 2位 KinKi Kids：「硝子の少年」
- 3位 Le Couple：「ひだまりの詩」
- 4位 globe：「FACE」
- 5位 SPEED：「STEADY」
- 6位 今井美樹：「PRIDE」
- 7位 TK PRESENTS こねっと：「YOU ARE THE ONE」
- 8位 Mr.Children：「Everything (It's you)」
- 9位 GLAY：「HOWEVER」
- 10位 SPEED：「White Love」
- 11位 猿岩石：「白い雲のように」
- 12位 ポケットビスケッツ：「Red Angel」
- 13位 安室奈美恵：「a walk in the park」
- 14位 華原朋美：「Hate tell a lie」
- 15位 河村隆一：「Glass」
- 16位 B'z：「Calling」
- 17位 GLAY：「口唇」
- 18位 PUFFY：「渚にまつわるエトセトラ」
- 19位 SMAP：「SHAKE」
- 20位 B'z：「Liar! Liar!」
- 21位 河村隆一：「BEAT／KI SE KI」
- 22位 T.M.Revolution：「HIGH PRESSURE」
- 23位 安室奈美恵：「How to be a Girl」
- 24位 B'z：「FIREBALL」
- 25位 河村隆一：「I love you／CIELO」
- 26位 globe：「Can't Stop Fallin' in Love」
- 27位 SMAP：「セロリ」
- 28位 SMAP：「ダイナマイト」
- 29位 川本真琴：「1/2」
- 30位 globe：「Wanderin' Destiny」
- 31位 坂本龍一 featuring Sister M：「The Other Side of Love」
- 32位 PUFFY：「サーキットの娘」
- 33位 長渕剛：「ひまわり」
- 34位 Every Little Thing：「For the moment」
- 35位 SPEED：「Wake Me Up!」
- 36位 THE YELLOW MONKEY：「BURN」
- 37位 SPEED：「Go! Go! Heaven」
- 38位 華原朋美：「LOVE IS ALL MUSIC」
- 39位 T.M.Revolution：「WHITE BREATH」
- 40位 ZARD：「君に逢いたくなったら…」
- 41位 高橋洋子：「魂のルフラン」
- 42位 ZARD：「永遠」
- 43位 SHAZNA：「Melty Love」
- 44位 河村隆一：「Love is...／xyz」
- 45位 Every Little Thing：「出逢った頃のように」
- 46位 ZARD：「Don't you see!」
- 47位 スピッツ：「スカーレット」
- 48位 MOON CHILD：「ESCAPE」
- 49位 広末涼子：「MajiでKoiする5秒前/とまどい」
- 50位 V6：「愛なんだ」

## 総合アルバム年間TOP50 (日本)
邦楽・洋楽
集計会社 オリコン
※集計期間 1996年12月2日付 - 1997年11月24日付
- 1位 GLAY：『REVIEW-BEST OF GLAY』
- 2位 Mr.Children：『BOLERO』
- 3位 globe：『FACES PLACES』
- 4位 JUDY AND MARY：『THE POWER SOURCE』
- 5位 ZARD：『ZARD BLEND 〜SUN & STONE〜』
- 6位 DREAMS COME TRUE：『BEST OF DREAMS COME TRUE』
- 7位 安室奈美恵：『Concentration 20』
- 8位 SPEED：『Starting Over』
- 9位 大黒摩季：『POWER OF DREAMS』
- 10位 Every Little Thing：『everlasting』
- 11位 槇原敬之：『“SMILING” 〜THE BEST OF NORIYUKI MAKIHARA〜』
- 12位 B'z：『FRIENDS II』
- 13位 相川七瀬：『paraDOX』
- 14位 GLAY：『BELOVED』
- 15位 MAX：『MAXIMUM』
- 16位 今井美樹：『PRIDE』
- 17位 THE YELLOW MONKEY：『TRIAD YEARS act I -THE VERY BEST OF THE YELLOW MONKEY-』
- 18位 L'Arc〜en〜Ciel：『True』
- 19位 川本真琴：『川本真琴』
- 20位 KinKi Kids：『A album』
- 21位 稲葉浩志：『マグマ』
- 22位 B'z：『Flash Back -B'z Early Special Titles-』
- 23位 CHARA：『Junior Sweet』
- 24位 マライア・キャリー：『バタフライ』
- 25位 岡本真夜：『Smile』
- 26位 久保田利伸：『LA・LA・LA LOVE THANG』
- 27位 TUBE：『Bravo!』
- 28位 松任谷由実：『Cowgirl Dreamin'』
- 29位 河村隆一：『Cranberry Soda』
- 30位 ポケットビスケッツ：『Colorful』
- 31位 THE YELLOW MONKEY：『SICKS』
- 32位 SMAP：『WOOL』
- 33位 THE YELLOW MONKEY：『TRIAD YEARS act II -THE VERY BEST OF THE YELLOW MONKEY-』
- 34位 大貫亜美吉村由美：『solosolo』
- 35位 TMN：『TIME CAPSULE 〜All The singles〜』
- 36位 Every Little Thing：『THE REMIXES』
- 37位 槇原敬之：『“SMILINGII” 〜THE BEST OF NORIYUKI MAKIHARA〜』
- 38位 UA：『11』
- 39位 黒夢：『Drug TReatment』
- 40位 SMAP：『SMAP 011 ス』
- 41位 MR. BIG：『BIG, BIGGER, BIGGEST!（英語版）』
- 42位 V6：『NATURE RHYTHM』
- 43位 エアロスミス：『ナイン・ライヴズ』
- 44位 古内東子：『恋』
- 45位 Various Artists：『NOW 6』
- 46位 FIELD OF VIEW：『SINGLES COLLECTION+4』
- 47位 シャ乱Q：『GOLDEN Q』
- 48位 山崎まさよし：『HOME』
- 49位 V6：『GREETING』
- 50位 T-BOLAN：『BALLADS』

## ビデオソフト (オリコンより)
- 1位 SMAP『SMAP 010 "TEN"（初回限定版）』
- 2位 安室奈美恵『AMURO NAMIE FIRST ANNIVERSARY』
- 3位 V6『Film V6 -CLIPS and more-』
- 4位 Mr.Children『music clips ALIVE』
- 5位 GLAY『無限のdeja vu DOCUMENT of "BEAT out!" TOURS』
- 6位 globe『preview』
- 7位 Mr.Children『regress or progress '96-'97 tour final IN TOKYO DOME』
- 8位 LUNA SEA『REW』
- 9位 Coming Century『SKY（初回限定版）』
- 10位 Mr.Children『regress or progress '96-'97 DOCUMENT』
- 11位 PUFFY『RUN!PUFFY!RUN!』
- 12位 相川七瀬『Reflex』
- 13位 X JAPAN『DAHLIA THE VIDEO』
- 14位 JUDY AND MARY『MIRACLE NIGHT DIVING TOUR 1996』
- 15位 globe『globe@4_domes』
- 16位 MAX『J-POP GIG TOUR 1997』
- 17位 SHAZNA『Melty Love』
- 18位 T.M.Revolution『LIVE REVOLUTION.2 -維新LEVEL→3-』
- 19位 サザンオールスターズ『平和の琉歌 〜Stadium Tour 1996 "ザ・ガールズ万座ビーチ" in 沖縄〜』
- 20位 X JAPAN『DAHLIA TOUR FINAL 1996』
- 21位 スピッツ『ソラトビデオ2』
- 22位 SOPHIA『philosophy-I』
- 23位 米米CLUB『a K2C ENTERTAINMENT THE LAST SYMPOSIUM』
- 24位 hide『GLY PINK MACHINE file 1 official data file［PSYENCE A GO GO in Tokyo］』
- 25位 THE YELLOW MONKEY『BLUE FILM』
- 26位 米米CLUB『KOME KOME CLUB HISTORY RICISM』
- 27位 布袋寅泰『SPACE COWBOY SHOW』
- 28位 X JAPAN『DAHLIA THE VIDEO 2』
- 29位 荒井由実『Yumi Arai The Concert with old Friends』
- 30位 CHARA『CHARA'S CLIPS 1991-1997』

Category:1997年のライブ・ビデオを参照

## カラオケ年間TOP50 (オリコンより)
- 1位 安室奈美恵「CAN YOU CELEBRATE?」
- 2位 今井美樹「PRIDE」
- 3位 SPEED「STEADY」
- 4位 globe「FACE」
- 5位 GLAY「BELOVED」
- 6位 globe「Can't Stop Fallin' in Love」
- 7位 PUFFY「これが私の生きる道」
- 8位 SMAP「SHAKE」
- 9位 猿岩石「白い雲のように」
- 10位 Le Couple「ひだまりの詩」
- 11位 華原朋美「I'm proud」
- 12位 安室奈美恵「a walk in the park」
- 13位 華原朋美「Hate tell a lie」
- 14位 Every Little Thing「Dear My Friend」
- 15位 相川七瀬「恋心」
- 16位 KinKi Kids「硝子の少年」
- 17位 スピッツ「チェリー」
- 18位 PUFFY「渚にまつわるエトセトラ」
- 19位 SMAP「セロリ」
- 20位 GLAY「口唇」
- 21位 JUDY AND MARY「クラシック」
- 22位 Every Little Thing「For the moment」
- 23位 PUFFY「アジアの純真」
- 24位 工藤静香「Blue Velvet」
- 25位 華原朋美「LOVE IS ALL MUSIC」
- 26位 Mr.Children「Everything (It's you)」
- 27位 河村隆一「Glass」
- 28位 GLAY「HOWEVER」
- 29位 CHARA「やさしい気持ち」
- 30位 広末涼子「MajiでKoiする5秒前/とまどい」
- 31位 相川七瀬「Sweet Emotion」
- 32位 工藤静香「激情」
- 33位 SMAP「ダイナマイト」
- 34位 安室奈美恵「How to be a Girl」
- 35位 安室奈美恵「SWEET 19 BLUES」
- 36位 MOON CHILD「ESCAPE」
- 37位 髙橋真梨子「ごめんね…」
- 38位 THE YELLOW MONKEY「SPARK」
- 39位 華原朋美「save your dream」
- 40位 JUDY AND MARY「くじら12号」
- 41位 THE YELLOW MONKEY「LOVE LOVE SHOW」
- 42位 岡本真夜「Alone」
- 43位 YEN TOWN BAND「Swallowtail Butterfly 〜あいのうた〜」
- 44位 Little Kiss「A.S.A.P.」
- 45位 PUFFY「サーキットの娘」
- 46位 松田聖子「あなたに逢いたくて〜Missing You〜」
- 47位 ポケットビスケッツ「YELLOW YELLOW HAPPY」
- 48位 河村隆一「BEAT」
- 49位 T.M.Revolution「HIGH PRESSURE」
- 50位 MAX「Give me a Shake」

## 音楽配信 (日本)

### 音楽配信ゴールド認定シングル
| 作品名                                                      | 認定月             |
| トリプル・プラチナ                                          | トリプル・プラチナ |
| ----------------------------------------------------------- | ------------------ |
| 高橋洋子「魂のルフラン」                                    | 2016年7月          |
| プラチナ                                                    |                    |
| 山崎まさよし「One more time, One more chance」              | 2010年8月          |
| セリーヌ・ディオン「マイ・ハート・ウィル・ゴー・オン」      | 2013年5月          |
| 安室奈美恵「CAN YOU CELEBRATE?」                            | 2014年1月          |
| エレファントカシマシ「今宵の月のように」                    | 2014年1月          |
| SIAM SHADE「1/3の純情な感情」                               | 2014年1月          |
| エリック・クラプトン「チェンジ・ザ・ワールド」              | 2014年1月          |
| 斉藤和義「歌うたいのバラッド」                              | 2014年2月          |
| Cocco「強く儚い者たち」                                     | 2020年3月          |
| ゴールド                                                    |                    |
| L'Arc〜en〜Ciel「虹」                                       | 2014年1月          |
| 広瀬香美「promise」                                         | 2014年2月          |
| T.M.Revolution「WHITE BREATH」                              | 2014年3月          |
| Every Little Thing「Dear My Friend」                        | 2014年8月          |
| JUDY AND MARY「くじら12号」                                 | 2015年5月          |
| 電気グルーヴ「Shangri-La」                                  | 2016年5月          |
| ARIANNE「Komm, susser Tod」                                 | 2016年10月         |
| ARIANNE「Komm, susser Tod (M-10 Director's Edit. Version)」 | 2021年4月          |

### ストリーミング認定シングル
| 作品名                                      | 認定月     |
| ゴールド                                    | ゴールド   |
| ------------------------------------------- | ---------- |
| エレファントカシマシ「今宵の月のように」    | 2022年8月  |
| 斉藤和義「歌うたいのバラッド」              | 2023年1月  |
| Mr.Children「Tomorrow never knows (remix)」 | 2023年11月 |
| GLAY「HOWEVER」                             | 2024年2月  |

## イベント
- 8月1日 - 大黒摩季が初ライブを開催
- 12月31日 - X JAPANの解散公演「THE LAST LIVE〜最後の夜〜」

| 開催日        | タイトル                                  |
| ------------- | ----------------------------------------- |
| 5月5日        | SPACE SHOWER TV SWEET LOVE SHOWER 1997    |
| 7月5日・6日   | 第15回 PEACEFUL LOVE ROCK FESTIVAL 1997   |
| 7月26日・27日 | FUJI ROCK FESTIVAL 1997（初回）           |
| 7月27日       | MEET THE WORLD BEAT 1997                  |
| 8月13日       | ロックロックこんにちは!（初回）           |
| 8月13日       | Exciting Summer in WAJIKI 1997            |
| 8月23日       | 横浜レゲエ祭 1997                         |
| 8月28日       | 音楽と髭達 '97 ACTION2                    |
| 8月30日       | AIR JAM '97（初回）                       |
| 8月30日・31日 | 5th Sunset Live 1997                      |
| 9月14日       | 定禅寺ストリートジャズフェスティバル 1997 |
| 12月31日      | 第48回NHK紅白歌合戦                       |

### 日本武道館公演
- 1月6日・7日 - TOKIO（両日二部制）
- 1月9日・10日 - ジャミロクワイ
- 1月11日・12日 - GLAY
- 1月13日・31日 - THE BOOM
- 1月29日 - L'Arc〜en〜Ciel
- 2月5日・7日・8日 - 吉川晃司
- 2月9日 - 谷村有美
- 2月18日 - GLAY
- 2月22日・23日 - 椎名へきる
- 2月27日・28日 - THE YELLOW MONKEY
- 3月8日 - BUCK-TICK
- 3月15日・16日 - ブライアン・アダムス
- 3月29日・30日 - HOUND DOG
- 5月9日・10日 - ブラー
- 5月26日 - ケニー・G
- 5月29日 - シャ乱Q
- 6月9日・10日・12日・13日 - TUBE
- 6月25日・26日・27日・29日・30日・7月1日 - 松田聖子
- 7月24日 - LOFT 20th ANNIVERSARY ROCK OF AGES 1997
- 8月12日・13日 - 藤井フミヤ
- 8月18日 - Hit&Run 2000GTR-S
- 8月19日 - 真心ブラザーズ
- 8月25日 - MAX
- 8月26日・27日 - 河村隆一
- 8月28日・29日 - GLAY
- 8月30日 - SOPHIA
- 9月1日・9日・10日 - 相川七瀬
- 9月5日 - 高中正義
- 9月22日・23日 - 椎名へきる
- 9月25日 - 奥田民生
- 9月29日 - LINDBERG
- 10月2日 - チューリップ
- 10月6日・7日 - 今井美樹
- 10月13日・14日・16日・17日・27日・28日・30日・31日 - エリック・クラプトン
- 10月22日 - 黒夢
- 11月4日・5日 - 今井美樹
- 11月7日 - ジェームス・ブラウン
- 11月16日 - Cornelius
- 11月2日・3日・4日 - ボーイズIIメン
- 12月10日・11日・13日・14日・15日 - 矢沢永吉
- 12月16日 - 真心ブラザーズ
- 12月20日・21日・30日・31日 - 藤井フミヤ
- 12月22日・23日・24日 - THE ALFEE
- 12月25日 - 忌野清志郎
- 12月26日・27日 - BUCK-TICK

### 東京ドーム公演
| 日時                | アーティスト               |
| ------------------- | -------------------------- |
| 1月18日             | キッス                     |
| 3月5日・6日         | 米米CLUB                   |
| 3月11日・12日・13日 | globe                      |
| 3月20日・22日・23日 | B'z                        |
| 3月27日・28日       | Mr.Children                |
| 5月13日・14日       | ホイットニー・ヒューストン |
| 8月2日・3日         | 安室奈美恵                 |
| 12月23日            | L'Arc〜en〜Ciel            |
| 12月31日            | X JAPAN                    |

## 音楽賞
| 賞                                       | 受賞作・受賞者 |             |
| ---------------------------------------- | --- | ----------- |
| 第39回日本レコード大賞                   | - 日本レコード大賞 - 安室奈美恵：『CAN YOU CELEBRATE?』 - アルバム大賞 - GLAY：『BELOVED』 - 最優秀歌唱賞 - 中村美律子：『人生桜』 - 最優秀新人賞 - 知念里奈：『precious delicious』 - 優秀作品賞 - Every Little Thing：『Dear My Friend』 - オーロラ輝子：『夫婦みち』 - 河村隆一：『Glass』 - 香西かおり：『すき』 - SPEED：『WHITE LOVE』 - 天童よしみ：『珍島物語』 - MAX：『Give me a Shake』 - Le Couple：『ひだまりの詩』 |             |
| 第35回ゴールデン・アロー賞               | - 音楽賞 - GLAY - 新人賞（音楽） - SHAZNA |             |
| 第30回日本有線大賞                       | - 日本有線大賞 - GLAY『HOWEVER』 - 最多リクエスト歌手賞 - 河村隆一『BEAT』 - 最多リクエスト曲賞 - 加門亮『麗子』 - 最優秀新人賞 - SHAZNA『Melty Love』 |             |
| 第30回下谷賞                             | - 下谷賞 - 社樹純「祝典のファンファーレ」 - 佳作 - フィリップ・ハーパー「Panoply」 - 佳作 - 高橋伸哉「メモリアル・ファンファーレ」 |             |
| 第30回全日本有線放送大賞                 | - グランプリ - GLAY |             |
| 第30回日本作詩大賞                       | - 大賞 - 香西かおり「人形（おもちゃ）」 |             |
| 第30回日本有線大賞                       | - 大賞 - GLAY「HOWEVER」 |             |
| 第29回サントリー音楽賞                   | - 林光 - 特別贈賞 - 黛敏郎 |             |
| 第27回モービル音楽賞                     | - 邦楽部門 - 芝祐靖 - 洋楽部門（本賞） - 畑中良輔 - 洋楽部門（奨励賞） - 樫本大進 |             |
| 第22回南里文雄賞                         | - 該当者なし |             |
| 第4回（通算22回）JFNリスナーズアウォード | - 広末涼子 |             |
| 第21回長崎歌謡祭                         | - グランプリ - 古田真由 - 優秀賞 - 服部奈都子 - ファイナリスト - 大村のぞみ、古谷知瑛子、吉野智 |             |
| 第18回入野賞                             | - 飛田泰三『"Le Bleu du Ciel " for flute, violin & piano』 |             |
| 第16回中島健蔵音楽賞                     | - 最優秀賞 - 堤剛 - 優秀賞 - 矢沢朋子 |             |
| 第15回JASRAC賞                           | - 金賞 - 安室奈美恵「CAN YOU CELEBRATE?」 - 銀賞 - globe「FACE」 - 銅賞 - GLAY「HOWEVER」 - 国際賞 - 美少女戦士セーラームーン BGM - 外国作品賞 - WHEN YOU WISH UPON A STAR（星に願いを） |             |
| 第15回咲くやこの花賞 音楽部門            | - ソウル・フラワー・モノノケ・サミット |             |
| 第14回現音作曲新人賞                     | - 小嶋信夫 |             |
| 第11回TEENS' MUSIC FESTIVAL              | - ティーンズ大賞･文部大臣奨励賞 - BE-LEGEND - オーディエンス大賞 - 小泉恒平 - あんたが大賞 - ひろポン - ベストグルーバー賞 - UPSIDE-DOWN |             |
| 第11回日本ゴールドディスク大賞           | （対象期間 1996年2月1日 - 1997年1月31日） - 邦楽 - 安室奈美恵 - 洋楽 - ミー・アンド・マイ |             |
| 第8回朝日作曲賞 (吹奏楽)                 | - 松尾善雄「童夢」 |             |
| 第8回朝日作曲賞 (合唱)                   | - 入賞 - 古寺七重「雪」 - 入賞 - 真島圭「風のまち」 - 佳作 - 大橋美智子「港」 |             |
| 第8回出光音楽賞                          | - 伊左治直、木ノ脇道元、小沼純一、竹松舞、永野英樹 |             |
| 第8回日本製鉄音楽賞                      | - フレッシュアーティスト賞 - 樫本大進 - 特別賞 - 小川昂 |             |
| 第8回BSヤングバトル                      | - グランプリ - HAYATO - 優秀賞 - BUGY CRAXONE - 審査員特別賞 - イカルス星人 |             |
| 第7回芥川作曲賞                          | - 川島素晴『Dual Personality─打楽器独奏と2群のオーケストラのための』 |             |
| 第7回秋吉台国際作曲賞（最終回）          | - 山口県知事賞 - 前田克治、クリストフ・ネイドヘーファー |             |
| 第7回NHK新人歌謡コンテスト（最終回）     | - グランプリ - 岩本公水 |             |
| 第5回渡邉暁雄音楽基金                    | - 音楽賞 - 該当者なし |             |
| 第2回SPACE SHOWER MUSIC AWARDS           | \| 賞 \| アーティスト・タイトル \| 監督 \| \| ----------------------- \| ----------------------------------- \| ----------- \| \| VIDEO OF THE YEAR \| 電気グルーヴ「Shangri-La」 \| 丹修一 \| \| BEST DEBUT CLIP \| 中村一義「永遠なるもの」 \| 中村友彦 \| \| BEST INTERNATIONAL CLIP \| ケミカル・ブラザーズ「ELEKTROBANK」 \| SPIKE JONZE \|                                                                                 |             |
| 賞                                       | アーティスト・タイトル | 監督        |
| VIDEO OF THE YEAR                        | 電気グルーヴ「Shangri-La」 | 丹修一      |
| BEST DEBUT CLIP                          | 中村一義「永遠なるもの」 | 中村友彦    |
| BEST INTERNATIONAL CLIP                  | ケミカル・ブラザーズ「ELEKTROBANK」 | SPIKE JONZE |

## デビュー

### 1月
- 1日 - Essie-「Deep!」
- 15日 - 川崎洋子「ALLURE TIMES」
- 16日 - 栗原淳「つつじの蜜」
- 21日 - 沢田雅世「LEGEND OF BLIZZARD〜夢に吹く風〜」
- 21日 - diezel from JPS 「You’re So Wicked」
- 21日 - 比嘉栄昇「WISH」(ソロデビュー)
- 21日 - 米蔵一也「つきあげるKODO」
- 21日 - LITTLE BROWN JACK 「RED DOLPHINS」
- 22日 - OBLIVION DUST「SUCKER」
- 22日 - 中村一義「犬と猫/ここにいる」
- 22日 - Noel「好きになっちゃうよ」
- 22日 - 橋本さとし「WILD RIDE」
- 25日 - OZROSAURUS「ライム・ダーツ」
- 25日 - Sugar Soul「Those Days」
- 25日 - 鈴木建吾「パズル」
- 25日 - SPANOVA「Daily Planet」
- 29日 - 稲葉浩志「マグマ」(ソロデビュー)
- 29日 - INSPIRAL GARDEN「PASSION」
- 29日 - VOICE OF JAPAN「VOJA」

### 2月
- 1日 - THE COOL CHIC CHILD「GROWING UP!」
- 1日 - Don't Tell Mama「RAIN」
- 1日 - 岩出和也「おまえに雨宿り」
- 5日 - kei-Ty「SHAKE」
- 5日 - jelly beans「嘘も本気でピュアなハートで」
- 5日 - D'SECRETS「back and soul」
- 12日 - M.K. with Lipps「ジュエリーハート」
- 13日 - 井上陽水奥田民生「ありがとう」
- 19日 - 秋吉契里「HAPPY BIRTHDAY FOR YOU」
- 21日 - ABEX GO GO「おせわになりました」
- 21日 - 河村隆一「I love you」（ソロデビュー）
- 21日 - 神谷えり「リピート」
- 21日 - 小泉あづみ「風景」
- 21日 - こんのひとみ「Must be Something」
- 21日 - シュガーフィールズ「メロディアス・ワールド」
- 21日 - SUPER TRAPP「オートマな人々」
- 21日 - 杉岡芳樹「COLLECTION」
- 21日 - スキップカウズ「赤い手」
- 21日 - SKOOP「No Make de On The Bed」
- 21日 - 近澤美歩「Chance2」
- 21日 - Dragon Ash「The day dragged on」
- 21日 - 風雅なおと「電磁戦隊メガレンジャー」「気のせいかな」
- 21日 - monamie「星の約束」
- 25日 - BROWN SUGAR「だったら 激しいキスで抱いて」
- 25日 - Platinum Peppers Family「Love Affair」
- 25日 - プロペラ「ミラクル」
- 25日 - 渡辺正「Brand new」
- 26日 - スガシカオ「ヒットチャートをかけぬけろ」

### 3月
- 5日 - Aisha「Basic Mind～Darling!Let’s take a chance～」
- 20日 - ManaKana「二千一夜のミュウ」
- 21日 - Cocco「カウントダウン」
- 21日 - トビ木村と足手まといア〜ンドビートたけし「修善寺で別れた大宮の女(ひと)」
- 21日 - 中江ひろ子「おもいで化粧」
- 21日 - 松たか子「明日、春が来たら」
- 21日 - 山崎友見「虹の海峡/大阪ものがたり」
- 21日 - Yukie「いっぱい手をつないでね」
- 25日 - 三井桜子「Boogie Wonderland」
- 26日 - SHU:DO「IN THE HEAT OF THE NIGHT」

### 4月
- 9日 - OOIOO「∞8∞」
- 9日 - CURIO「ときめき」
- 10日 - 南澤時正「愛する人よ」
- 15日 - 広末涼子「MajiでKoiする5秒前/とまどい」
- 16日 - 鈴木紗理奈「シャレになんない」
- 18日 - Love Cupids（岡本真夜・成田有里恵）「春が来た」
- 21日 - GOOD LOVIN'「GSL」
- 21日 - SIDE-ONE「ロックンロール メン」
- 21日 - 長崎萠「炎と嵐」
- 21日 - LiSA「BOYFRIEND」
- 23日 - フーリューズ「とかいっちゃって」
- 23日 - FOUR TRIPS「WONDER」
- 23日 - 808（やおや）「8O8 is coming to town」
- 23日 - MAcRUE「Change」
- 25日 - ぱぱらぎくらぶ「JAPALAGINI」

### 5月
- 2日 - KAORI 2 LUV「JUNK BOY」
- 2日 - Dr.StrangeLove「手のひらの中のFreedom」
- 8日 - ABYSS「LOOP」
- 8日 - D-LOOP「Just place of love」
- 8日 - YAMATO「Field of dreams」
- 8日 - La'cryma Christi「Ivory trees」
- 16日 - 吉川ひなの「ハート型の涙」
- 21日 - THE ESPER「LONELY MAN」
- 21日 - KayoMayo「青春通り二十歳の角から三丁目」
- 21日 - 小日向しえ「プラム」
- 21日 - Saju「流星」
- 21日 - 清水ひろたか「Weeps～彼の言葉僕らの風景/ゼア・アースマイルズ」
- 21日 - Chocolat「ショコラ・ア・ラ・モード」
- 21日 - TARACO「苦肉」
- 21日 - 奈央「空,見て歩こう」
- 21日 - 中川亜紀子「Sweet Pain」
- 21日 - 七緒香「恋は舞い降りた」
- 21日 - 葉加瀬太郎「BEN」「watashi」
- 21日 - The Pip Pops「素敵な時間」
- 21日 - VERY VERY IRON「すてきなMUSIC LIFE」
- 21日 - Lookin' For The Paradise「Revolution」
- 21日 - REIKO「駅」
- 23日 - Hot Buttered Pool「キャロライン」
- 25日 - 上野洋子「ナーサリー・チャイムス」
- 25日 - こなかりゆ「A FANNY EGG」
- 25日 - 山部光彦&KAPLANS「LAST DANCE」
- 28日 - MO（エムオー）「LOVE YOUR LOVE」
- 28日 - COSMIC VILLAGE「トゥリンケッツ&シングス」
- 28日 - 小松未歩「謎」
- 28日 - SUPER BUTTER DOG「FREEWAY」
- 28日 - 高嶋ちさ子「CARMEN FANTASY」

### 6月
- 1日 - CHARISMA「First」
- 1日 - THE DEAD P☆P STARS「THE D.P.S.」
- 4日 - FBI「Action AtoZ」
- 4日 - The gardens「Future's Memories / Bye Bye Blue」
- 4日 - the PeteBest「24.7 〜Super Sonic Shoes〜」
- 11日 - DA PUMP「Feelin' Good -It's PARADISE-
- 11日 - MAX-KC「DAWN」
- 18日 - 大友康平「HEAVEN」「HEAVEN」(ソロデビュー)
- 18日 - 澤地美欧「いつか泣きやんだ日に」
- 18日 - 辻尾有紗「青い空に出逢えた」
- 18日 - Meg「蝶々〜欲しいものにとまれ〜」
- 21日 - かかし「不幸子」
- 21日 - KEMURI「Little Playmate」
- 21日 - Seven Steps To Heaven「ブランニュー・キス!」
- 21日 - デキシード・ザ・エモンズ「虹をつかもう」
- 21日 - NIHIL TENTION「かまきり」
- 21日 - 比屋定篤子「今宵このまま」
- 21日 - 夕凪「真昼の月」
- 21日 - レゲエの鬼太郎 feat.ふかわりょう「レゲエの鬼太郎」
- 21日 - 渡辺誠二「最近どう?」
- 25日 - ELNA「もっと抱きしめて」
- 25日 - Kill=slayd「HEAT」
- 25日 - J「BURN OUT」（ソロデビュー）
- 25日 - セキララ～つぶやきと桜井「FLOWER GENERATION(RED VERSION)」「フラワージェネレーション(NAKED VERSION)」
- 25日 - 天通王（てつお）「あきらめないで」
- 25日 - Plastic Tree「割れた窓」
- 25日 - FREEBO「風がとだえた訳」

### 7月
- 1日 - The Hammonds（矢野顕子・ジェフ・ボヴァ）「life behind TV」
- 2日 - Silver Fins「HOLLYWOOD」
- 2日 - pre-school「Spunky Josh」
- 2日 - 米良治彦「Life goes on」
- 9日 - GISHO「最初で最後のLOVE SONG」(ソロデビュー)
- 9日 - SUGIZO「LUCIFER」(ソロデビュー)
- 10日 - DJ KO KIMURA「DJ KO KIMURA/ MIX WORK VOL.1 DJ KO KIMURA」
- 18日 - S.D.B.B.「JUDGEMENT NIGHT!」
- 19日 - MALICE MIZER「ヴェル・エール 〜空白の瞬間の中で〜」（初回限定盤）
- 20日 - PENPALS「PENPALS」
- 21日 - 朝日美穂「momotie」
- 21日 - KinKi Kids「硝子の少年」
- 21日 - Swinging Popsicle「Joy of Living」
- 21日 - TRICERATOPS「Raspberry」
- 21日 - MOOMIN「FLY AGAIN」
- 24日 - カンケ「サマーブリーズ」
- 24日 - 麻績村まゆ子「あ・こ・が・れ」
- 24日 - ネオチンドンかぼちゃ商会「チキチキドンドン」
- 24日 - 谷口崇「ザ・ルネサンス・マン」
- 24日 - 都築恵理「Treasure」
- 24日 - 虹野沙希「出会えて良かった」
- 24日 - 吹石一恵「セピアの夏のフォトグラフ」
- 24日 - 桃乃未琴「あなたは海の底」
- 24日 - 吉沢梨絵 from VOCALAND「Give it up」
- 25日 - Zeebra「真っ昼間」
- 25日 - NOW NOW（ナナ）「泣いてなんてない」
- 25日 - honey honey「Hello There」
- 25日 - 山本耕史「IMAGINE」
- 30日 - 反町隆史「Forever」

### 8月
- 1日 - Folder「パラシューター」
- 6日 - ATOMIC ZaZa「クールでなんて…」
- 6日 - Tee「You Belong To Me」
- 6日 - BURST FRUITS「愛してる」
- 6日 - FANATIC◇CRISIS「SUPER SOUL」
- 6日 - Miju「サマーシェイクス」
- 8日 - ペンギンノイズ「ウォータースライダー」
- 10日 - THE ME「NO THANK YOU」
- 16日 - さとう珠緒「不機嫌なくちびる/ハッピーマニア」
- 20日 - 富永美樹「虹色橋」
- 20日 - 春原佑紀「ポーラスター 〜君だけ信じて〜」（ソロデビュー）
- 21日 - 北川恭子「いい天気」
- 21日 - THE COLTS「LIFE IS A CIRCUS」
- 21日 - 沢田綾「桜舞」
- 21日 - チャーミースマイル&グリーンヘッド「Growin' Up」
- 21日 - The Turtles「ボクはロケットマン」
- 21日 - デスマーチ艦隊「魂のしわざか?」
- 21日 - 中村亜紀「Street Fighting Girl」（ソロデビュー）
- 21日 - ViViCa「DAZE」
- 21日 - FRIENDS「空になる」
- 21日 - the Margarines「キミは翼になる」
- 21日 - ロリータ18号「髭忍者」
- 25日 - 正垣祐樹「風邪の唄」
- 25日 - UZI「ライト アイ」
- 25日 - ciao「Rainy Heart」
- 25日 - 山田花子とキムラ・チャン「虹色橋」
- 27日 - 飯塚雅弓「かたおもい」
- 27日 - SHAZNA「Melty Love」
- 29日 - ミラクルシャドウ「こじれたふたり」
- 30日 - Fantastic Plastic Machine「L’aventure Fantastique」

### 9月
- 1日 - ROBOTS「コイビト」
- 3日 - 石井ゆき「Neat Girl Age」
- 3日 - 第3期WANDS「錆びついたマシンガンで今を撃ち抜こう」
- 10日 - 佐々木ゆう子「恋はC'est si bon」
- 10日 - 20th Century「ROAD」
- 19日 - GRAPEVINE「覚醒」
- 21日 - ギターウルフ「狼惑星」
- 21日 - SUPERCAR「cream soda」
- 21日 - 肘井宏輔「フィルム」
- 21日 - the brilliant green「Bye Bye Mr. Mug」
- 25日 - 石井竜也「WHITE MOON IN THE BLUE SKY」(ソロデビュー)
- 25日 - INORAN「想」(ソロデビュー)
- 25日 - エキセントリック少年ボウイオールスターズ「「エキセントリック少年ボウイ」のテーマ」
- 25日 - KOALA「ウラワザ」
- 25日 - 高松健一郎「愛が哀しくなるなら」
- 25日 - TRYBECCA「愛なんてなんだろう!!」
- 26日 - カーマイン「終わりなき世界」
- 26日 - 祥子「帰ろかな大阪」
- 26日 - jav jav「Cool attachment」
- 26日 - 真矢「落下する太陽」(ソロデビュー)
- 26日 - SOUL SCREAM「TOu-KYOu」
- ビリー・ポーター

### 10月
- 1日 - アリラン明電（李博士・明和電機）「オレは宇宙のファンタジー」
- 1日 - The Water of Life「うそ」
- 1日 - Say a Little Prayer「小さな星/好き」
- 1日 - move「ROCK IT DOWN」
- 1日 - The LOVE「ひまわりの観覧車」
- 5日 - EAST RIVER「NO SPARE」
- 8日 - Adam「抱きしめたい君を」
- 8日 - 井手麻理子「CRAWL」
- 8日 - SAKURA「SOUL MATE」
- 10日 - THE SLUT BANKS「死霊の激愛」
- 15日 - SHIBA「ゆっくり急げ!」
- 17日 - Daily-Echo「メロドラマ」
- 18日 - CAN*YOU「涙が水にかわるまで」
- 21日 - Cyber Nation Network「The Power of Love」
- 21日 - 和宏「9回裏からの栄光」
- 21日 - CRACKPOT「夢のつづきなら」
- 21日 - 峠「今日でさよなら」
- 21日 - 時の徘徊「さんかく」
- 22日 - 秋本祐希「あしたのジョーネツ」
- 22日 - Kha〜si（カーシー）「Christmas Rose」
- 22日 - SPRINGS「PICNIC」
- 22日 - SPACE ALL STARS「ドッキンNightにラララDance」
- 22日 - Sol Sweet「Hello Hello」
- 22日 - 東京プリン「携帯哀歌」
- 22日 - The Pink Stocking Club Band「I LOVE YOU」
- 22日 - lost CANDI「Sol」
- 25日 - マキ凛子「気にせんといて」
- 25日 - ゆず「ゆずの素」（インディーズデビュー）
- 25日 - ROBBS「口笛を吹きながら」
- 29日 - 香取慎吾&原由子「みんないい子」
- 29日 - スーパー!?テンションズ「ANNIVERSARY」

### 11月
- 1日 - NO（エヌオー）「GROW OUT」
- 1日 - オセロケッツ「ヘアチェッカー」
- 1日 - gonna be fun「Birthday Party」
- 1日 - PEALOUT「APRIL PASSENGER」
- 1日 - BOOM BOOM SATELLITES「JOYRIDE」
- 5日 - Jamic Spoon「FREE COLOR」
- 5日 - 平家みちよ「GET」
- 6日 - 栗林みえ「O.K!O.K.」
- 6日 - HITOKI「Franchise Music」(ソロデビュー)
- 6日 - FUNNY GENE「MOON」
- 6日 - 山本奈緒子「HEART HAVE MERCY」
- 12日 - Kook「THE SOFT BEAST」
- 19日 - meo「true true」
- 19日 - うんこちゃん「う〜ん恋した時から…」
- 19日 - secondhands「Circuration」
- 19日 - FEEL「GLOWING」
- 19日 - 森の磯松「Happy Line」
- 21日 - 石塚千賀「Sweet Thang」
- 21日 - Jack&Betty「未来がうまれる瞬間」
- 21日 - Chalulu「OFFICE WARS」
- 21日 - 鈴木ノア「OUTSIDER GIRL」
- 21日 - smooth「Wake Up Snow Boy」
- 21日 - 館林見晴「もしも私が天使だったら」
- 21日 - VINYL「とまらない鼓動」
- 21日 - the fantastic designs「feel so good」
- 21日 - PLATINUM 900「プラチナム航空900便」
- 21日 - 守屋純子「My Favorite Colors」
- 21日 - LOVE CIRCUS「そいつはまったく素晴らしい」
- 21日 - Romance for〜「I wish 〜ずっと二人で〜」
- 25日 - ノーナ・リーヴス「GOLF EP」
- 26日 - F-BLOOD「「I」」
- 26日 - deeps「Love is Real」

### 12月
- 1日 - eastern youth「青すぎる空」
- 1日 - B/V〔bi:bui〕「Hello Hello」
- 3日 - ブラックビスケッツ「STAMINA」
- 3日 - MASCHERA「ゆらり」
- 3日 - pool bit boys「SPIRAL」
- 10日 - K DUB SHINE「現在時刻」
- 10日 - Palette Colors「Hurry Hurry!」
- 10日 - 山田まりや「daijo-bu!!」
- 12日 - ソウルシャリスト・エスケイプ「短距離走者の孤独」
- 12日 - 浜田雅功「春はまだか」
- 15日 - W-VISION「ふりだしから始めよう」
- 17日 - 小川七生「月灯りふんわり落ちてくる夜」
- 17日 - 菊池志穂「きみとぼくのうた」
- 17日 - 佐倉さくら「愛はひとり芝居」
- 18日 - After me「いつもと同じ朝がくる」（インディーズデビュー）
- 22日 - 三輪明日美「あの素晴しい愛をもう一度」

### 新人セールス (オリコンより)
シングル
- 1位 KinKi Kids／219.1万枚
- 2位 猿岩石／194.2万枚
- 3位 広末涼子／129.5万枚
- 4位 SHAZNA／115.0万枚
- 5位 松たか子／64.8万枚
- 6位 反町隆史／50.0万枚
- 7位 Little Kiss／49.7万枚
- 8位 DA PUMP／38.7万枚
- 9位 エキセントリック少年ボウイオールスターズ／37.7万枚
- 10位 小松未歩／32.8万枚
- 11位 D-LOOP／17.5万枚
- 12位 La'cryma Christi／15.6万枚
- 13位 Say a Little Prayer／14.3万枚
- 14位 ANDY'S／11.4万枚
- 15位 ガーデンズ／11.4万枚
- 16位 Love Cupids／11.3万枚
- 17位 七緒香／10.3万枚
- 18位 鈴木紗理奈／9.5万枚
- 19位 FANATIC◇CRISIS／8.5万枚
- 20位 スーパー!?テンションズ／8.3万枚
- 21位 吉沢梨絵／7.3万枚
- 22位 藤崎詩織／6.4万枚
- 23位 Folder／6.4万枚
- 24位 Jungle Smile／5.9万枚
- 25位 MALICE MIZER／5.3万枚
- 26位 FBI／4.9万枚
- 27位 AGHARTA／4.7万枚
- 28位 佐々木ゆう子／4.1万枚
- 29位 中村一義／4.0万枚
- 30位 平家みちよ／3.7万枚

## 結成

### 日本
- URBARIAN GYM（ - 2010年）
- AJI（ - 2015年）
- ACIDMAN
- あらかじめ決められた恋人たちへ
- アルケミスト
- al.ni.co（ - 2001年）
- Our Hour（ - 2003年?）
- Our Love to Stay（ - 2008年）
- 井上陽水奥田民生
- inspire:tion
- INSPi
- Infinix
- エキセントリック少年ボウイオールスターズ（ - 1997年）
- XL（ - 1999年）
- Ethereal Sin（ - 2005年、2007年 - ）
- e.mu（ - 2003年）
- エレクトリックギュインズ（ - 2010年）
- OVER LIMIT
- ガガガSP
- 勝手にしやがれ
- CAPSULE
- GARI
- canna（ - 2003年、2011年 - ）
- 氣志團
- キャットフラメンコダンサーズ（ - 2005年）
- 京都町内会バンド
- KING BROTHERS
- 空気公団
- KUMACHI（ - 2005年）
- クレイジーケンバンド
- THE イナズマ戦隊
- the autumn stone（ - 2002年）
- The gardens（ - 2000年）
- THA BLUE HERB
- ザ・くりそっち（ - 1997年）
- ザ・パーマネンツ
- ザ・フルートカルテット（ - 2016年?）
- Cyber Nation Network（ - 2000年?）
- J-FRIENDS（ - 2003年）
- JIKOOHA
- GYPSYQUEEN
- Jack&Betty（ - 1999年）
- JUICE（ - 2005年）
- SHORTCUT（ - 2006年、2022年 - ）
- THINK TANK（ - 2011年）
- Cymbals（ - 2003年）
- スィートショップ（ - 2003年）
- SKA SKA CLUB（ - 2014年）
- SMASH THE BRAIN（ - 2009年）
- スムルース（ - 2016年）
- smorgas
- Say a Little Prayer（ - 1999年）
- ZONE（ - 2013年）
- 駄菓子菓子
- Dutch Training（ - 2002年）
- チェンバロ（ - 2002年）
- チャーミースマイル&グリーンヘッド（ - 2001年）
- dicot（ - 2004年）
- DIR EN GREY
- DuelJewel（ - 2016年、2019年 - ）
- 10-FEET
- 東京プリン（ - 2014年）
- 東京ユニバーサル・フィルハーモニー管弦楽団
- DOPING PANDA（ - 2012年、2022年 - ）
- ナチュラル ハイ（ - 2008年、2020年 - ）
- 初恋の嵐（ - 2017年）
- HAWAIIAN6
- BEAST（ - 2003年、2016年 - ）
- B-DASH（ - 2017年）
- BEAT CRUSADERS（ - 2010年）
- VENUS（ - 1999年?）
- Hysteric Blue（ - 2004年）
- Bivattchee（ - 2009年）
- ビリーヴド（ - 2012年、2019年 - ）
- FIRE BALL（ - 2018年）
- BUGY CRAXONE
- pool bit boys（ - 2001年）
- ブラックビスケッツ（ - 1999年）
- BLEACH（ - 2009年）
- pate
- Hermann H.&The Pacemakers（ - 2004年、2012年 - ）
- beret（ - 2006年）
- ヴォーカル・アンサンブル カペラ
- POLYSICS
- MAJESTICS
- Madeth gray'll（ - 2001年）
- MIX MARKET
- MUSIC FROM THE MARS
- MIRAGE（ - 2000年、2022年 - ）
- m.o.v.e（ - 2013年）
- MUCC
- MO'SOME TONEBENDER
- モーニング娘。
- MOTOCOMPO（ - 2010年）
- 妖精帝國
- 横須賀芸術劇場少年少女合唱団
- RIZE（ - 2018年）
- ROUND TABLE
- Raphael（ - 2001年、2016年）
- LUVandSOUL（ - 2004年、2011年 - 2013年、2016年 - ）
- LOVE PSYCHEDELICO
- ラヴスナイパー（ - 2009年）
- ロマンポルシェ。
- What's Love?

### 日本国外
- アートフル・ドジャー
- アゲインスト・ミー（ - 2020年）
- アトミック・キトゥン（ - 2006年、2013年 - ）
- アヴァランチーズ
- アラマーイルマン・ヴァサラット
- アメリカン・フットボール（ - 2000年、2014年 - ）
- アモラル（ - 2017年）
- アンダースレット（ - 2006年、2011年 - ）
- E.N.I.
- イエローカード
- インソムニウム
- インターポール
- ウィッチリー
- エクスプローラーズ・クラブ（ - 2016年）
- S.E.S.（ - 2002年）
- SM-Trax
- NRG（ - 2006年、2016年 - ）
- カーナル・フォージ（ - 2011年、2013年 - ）
- カサビアン
- カダクロス（ - 2005年）
- カーニヴール
- キャリバン
- クリニック
- クレメラータ・バルティカ
- グロリア・レコード（ - 2004年）
- ケンタッキー・サンダー
- コールドプレイ
- ザ・グルーヴ
- ザ・D4（ - 2006年）
- ザ・ファブ・フォー
- ザ・リバティーンズ（ - 2004年、2010年 - ）
- Sechs Kies（ - 2000年、2016年 - ）
- シナジー（ - 2011年）
- JINUSEAN（ - 2020年）
- ジム・クラス・ヒーローズ
- 紫雨林
- ステップス
- ソウルフライ
- ダーク・ルナシー
- ダーラ・J
- チュリサス
- DFA
- This Bike Is A Pipe Bomb（ - 2011年）
- ティン・ハット
- 太四子（ - 2001年）
- デス・キャブ・フォー・キューティー
- デスチェイン
- デッドロック
- 動力火車
- ドープ
- トラスト・カンパニー
- トラプト
- トリウム
- ナインティーエイト・ディグリーズ（ - 2002年、2012年 - ）
- バーゼル交響楽団
- バーニング・エアラインズ（ - 2002年）
- パオラ&キアラ（ - 2013年）
- パディ（ - 2011年、2017年 - ）
- ピア・フラウス
- ビー・ウィッチド（ - 2002年、2012年 - ）
- ピーターパン
- 5ive（ - 2001年、2006年 - 2007年、2013年 - ）
- フィントロール
- フェアリーランド
- フェイス・トゥモロー（ - 2012年）
- フェニックス
- フォーセイクン
- プライマル・フィア
- ブラック・スター
- ブラックモアズ・ナイト
- プラティパス（ - 2000年）
- ヘイト・エターナル
- Baby V.O.X
- ヘイルストーム
- ベンガボーイズ（ - 2002年、2006年 - ）
- ボジオ・レヴィン・スティーヴンス（ - 2000年）
- マーラー室内管弦楽団
- マレーシア・フィルハーモニー管弦楽団
- ムーム
- メイデイ
- ユクセキ・サダカト
- ロストプロフェッツ（ - 2013年）
- 1349

## 再結成
- アグノスティック・フロント
- ザ・ヴァーヴ（ - 1999年）
- ウシャコダ
- AUTO-MOD
- キャンドルマス
- クイックサンド（ - 1999年）
- クオリーメン
- ジェーンズ・アディクション（年内限定）
- スイサイダル・テンデンシーズ
- タンク
- TEAM NACS
- チューリップ（ - 2008年）
- トゥイステッド・シスター（ - 2016年）
- ブロンディ
- U.D.O.
- ラット

## 解散・活動休止
- 1月15日 - La;Sadie's
- 3月6日 - 米米CLUB
- 4月9日 - サウンドガーデン（2010年活動再開）
- 5月4日 - REDIEAN;MODE（2003年再結成）
- 5月 - レインボー（2016年再結成）
- 6月14日 - JUN SKY WALKER(S)（2007年再結成）
- 7月 - オルケスタ・デ・ラ・ルス（2002年活動再開）
- 7月 - ティポグラフィカ
- 8月13日 - W's
- 8月 - The ピーズ（2002年活動再開）
- 11月9日 - 忍者
- 11月19日 - フェイリュア（2014年再結成）
- 11月 - spAed
- 12月5日 - NOISE FACTORY
- 12月24日 - LAZY KNACK
- 12月31日 - X JAPAN（2007年再結成）

### 年内
- アクセプト（2005年再々結成）
- HIM
- L⇔R
- エレキブラン
- 大阪パフォーマンスドール
- オーリアンズ（2001年活動再開）
- オールウェイズ
- オビチュアリー（2003年活動再開）
- ギャング・オブ・フォー（2004年再々結成）
- 幻覚アレルギー
- コクトー・ツインズ
- ストーン・サワー（2002年再結成）
- smart
- スローイング・ミュージズ（2003年再結成）
- THE ZETT
- Sepia'n Roses
- ゼントリックス（2013年再始動）
- SO-FI
- ダイナソーJr.（2005年再結成）
- dos
- dip in the pool（2006年活動再開）
- DECAMERON
- テキサス・イズ・ザ・リーズン（2006年再結成）
- ビキニ・キル（2019年再結成）
- ピジョンヘッド
- ビンゴボンゴ
- ファー・イースト・アシッド・ハウス・クワルテット、もしくはLSD解放同盟
- festa mode
- フォビドゥン（2007年再結成）
- ブレッド
- PESELA-QUESELA-IN
- ペンギン・カフェ・オーケストラ
- VOX ONE（2004年再結成）
- モダンチョキチョキズ（2020年再結成）
- RED WARRIORS（1999年再結成）

## 誕生
出身地または国籍が日本である人物の国名表記は省略。

### 1月〜6月
| 生年月日・年齢        | 名前                                  | 出身               | 職業・所属・備考                                                             |
| --------------------- | ------------------------------------- | ------------------ | ---------------------------------------------------------------------------- |
| 1997年1月2日（28歳）  | 沢村玲                                | 静岡県             | 俳優・歌手、EBiSSH/ONE N' ONLY                                               |
| 1997年1月4日（28歳）  | 市來杏香                              | 福岡県             | 元歌手・元ダンサー、元Flower/元E-girls                                       |
| 1997年1月4日（28歳）  | 上村莉菜                              | 千葉県             | 歌手、櫻坂46                                                                 |
| 1997年1月6日（28歳）  | 小林龍二                              | 東京都             | 歌手・俳優、元DISH//                                                         |
| 1997年1月6日（28歳）  | 優                                    | 東京都             | 歌手、CUBERS                                                                 |
| 1997年1月7日（28歳）  | 青科まき                              | 神奈川県           | 歌手、ヤンチャン学園 音楽部                                                  |
| 1997年1月7日（28歳）  | 石田亜佑美                            | 宮城県             | 歌手、モーニング娘。                                                         |
| 1997年1月7日（28歳）  | 川村壱馬                              | 大阪府             | 歌手、THE RAMPAGE from EXILE TRIBE                                           |
| 1997年1月7日（28歳）  | 脇田茉奈                              | 埼玉県             | 元歌手・元タレント、元カレッジ・コスモス                                     |
| 1997年1月8日（28歳）  | 川口千里                              | 三重県             | ドラマー                                                                     |
| 1997年1月8日（28歳）  | 長田麻衣奈                            | 宮城県             | 歌手、元IA GIRL STARS                                                        |
| 1997年1月9日（28歳）  | 西畑大吾                              | 大阪府             | 俳優・歌手、なにわ男子                                                       |
| 1997年1月9日（28歳）  | Liyuu                                 | 中国               | コスプレイヤー・歌手、Liella!                                                |
| 1997年1月11日（28歳） | コーディー・シンプソン                | オーストラリア     | シンガーソングライター                                                       |
| 1997年1月14日（28歳） | ジャイラ・バーンズ                    | アメリカ合衆国     | シンガーソングライター                                                       |
| 1997年1月15日（28歳） | 稗田寧々                              | 神奈川県           | 声優・歌手、DIALOGUE+                                                        |
| 1997年1月16日（28歳） | 大関れいか                            | 東京都             | 女優・タレント・歌手                                                         |
| 1997年1月17日（28歳） | 萩原優芽                              | 埼玉県             | 歌手・ダンサー、元Carat                                                      |
| 1997年1月20日（28歳） | Anly                                  | 沖縄県             | シンガーソングライター                                                       |
| 1997年1月21日（28歳） | 橋本楓                                | 神奈川県           | 歌手・女優・タレント、元アイドリング!!!/元ChocoLe                            |
| 1997年1月22日（28歳） | 生田絵梨花                            | 東京都             | 歌手・女優・ピアニスト、元乃木坂46                                           |
| 1997年1月22日（28歳） | 宮本侑芽                              | 福岡県             | 女優・声優・歌手                                                             |
| 1997年1月25日（28歳） | 溝手るか                              | 大阪府             | 歌手、元SUPER☆GiRLS                                                          |
| 1997年1月26日（28歳） | 坂林佳奈                              | 兵庫県             | 歌手、SUPER☆GiRLS                                                            |
| 1997年1月28日（28歳） | 清水理子                              | 和歌山県           | 歌手、虹のコンキスタドール                                                   |
| 1997年1月29日（28歳） | 赤澤萌乃                              | 大阪府             | 歌手、NMB48                                                                  |
| 1997年1月29日（28歳） | クルミクロニクル                      |                    | 歌手                                                                         |
| 1997年1月29日（28歳） | 平野紫耀                              | 愛知県             | 歌手・俳優、元King & Prince                                                  |
| 1997年1月29日（28歳） | メロディー・チューバック              | 東京都             | 歌手                                                                         |
| 1997年1月31日（28歳） | usako                                 | 福岡県             | ギタリスト、aint                                                             |
| 1997年2月1日（28歳）  | ジヒョ                                | 韓国               | 歌手、TWICE                                                                  |
| 1997年2月4日（28歳）  | 楓子                                  | 山口県             | 音楽家                                                                       |
| 1997年2月4日（28歳）  | 山根綺                                | 神奈川県           | 声優・歌手、Kleissis                                                         |
| 1997年2月5日（28歳）  | カイ                                  | 東京都             | 歌手、元There There Theres                                                   |
| 1997年2月6日（28歳）  | 木下百花                              | 兵庫県             | タレント・歌手、元NMB48                                                      |
| 1997年2月7日（28歳）  | 千知                                  | 京都府             | 元歌手、元THE HOOPERS/元ael-アエル-                                          |
| 1997年2月7日（28歳）  | 七木奏音                              | 東京都             | 女優・歌手、元3B junior/元私立恵比寿中学                                     |
| 1997年2月8日（28歳）  | Rude-α                                | 沖縄県             | ラッパー                                                                     |
| 1997年2月9日（28歳）  | 廣瀬友輝                              |                    | シンガーソングライター・ゲーム作曲家                                         |
| 1997年2月11日（28歳） | 志田友美                              | 岩手県             | モデル・歌手・女優、元夢みるアドレセンス                                     |
| 1997年2月11日（28歳） | 千葉奈々希                            | 静岡県             | 歌手、元アイドルカレッジ/元ステーション♪                                     |
| 1997年2月12日（28歳） | 木野日菜                              | 埼玉県             | 声優・歌手                                                                   |
| 1997年2月12日（28歳） | ましのみ                              | 千葉県             | シンガーソングライター                                                       |
| 1997年2月13日（28歳） | 田北香世子                            | 千葉県             | 歌手、元AKB48                                                                |
| 1997年2月14日（28歳） | 汐野杏奈                              | 神奈川県           | 声優・歌手                                                                   |
| 1997年2月14日（28歳） | ジェヒョン                            | 韓国               | 歌手、NCT                                                                    |
| 1997年2月15日（28歳） | 朝倉みずほ                            | 埼玉県             | 歌手、元There There Theres/元THE 夏の魔物                                    |
| 1997年2月16日（28歳） | 目黒蓮                                | 東京都             | 歌手・俳優、Snow Man                                                         |
| 1997年2月16日（28歳） | 茂木忍                                | 千葉県             | 歌手、AKB48                                                                  |
| 1997年2月17日（28歳） | 斎藤ちはる                            | 埼玉県             | アナウンサー・歌手、元乃木坂46                                               |
| 1997年2月18日（28歳） | Ramz                                  | イングランド       | ラッパー・シンガーソングライター                                             |
| 1997年2月18日（28歳） | ドギョム(DK)                          | 韓国               | 歌手、SEVENTEEN                                                              |
| 1997年2月20日（28歳） | 焚吐                                  | 東京都             | 歌手、Only this time                                                         |
| 1997年2月20日（28歳） | 野本ほたる                            | 東京都             | 女優・歌手                                                                   |
| 1997年2月21日（28歳） | 加藤友哉                              |                    | ダンサー・振付師                                                             |
| 1997年2月23日（28歳） | 近藤里奈                              | 滋賀県             | 歌手、元NMB48                                                                |
| 1997年2月23日（28歳） | 西沢幸奏                              | 埼玉県             | 歌手、EXiNA                                                                  |
| 1997年2月24日（28歳） | 矢倉楓子                              | 大阪府             | 歌手、元NMB48/元AKB48                                                        |
| 1997年2月25日（28歳） | 中西悠綺                              | 三重県             | 女優・歌手、元Tokyo Cheer2 Party                                             |
| 1997年2月25日（28歳） | レーレ                                | 鹿児島県           | 歌手、MIGMA SHELTER/元Seven Colors 元BELLRING少女ハート/元THERE THERE THERES |
| 1997年2月27日（28歳） | 瑞季                                  | 神奈川県           | 女優・声優・歌手、元私立恵比寿中学                                           |
| 1997年3月2日（28歳）  | 川尻蓮                                | 福岡県             | 歌手、JO1                                                                    |
| 1997年3月2日（28歳）  | ベッキー・G                           | アメリカ合衆国     | シンガーソングライター                                                       |
| 1997年3月3日（28歳）  | カミラ・カベロ                        | キューバ           | シンガーソングライター                                                       |
| 1997年3月4日（28歳）  | DAOKO                                 | 東京都             | 歌手・ラッパー                                                               |
| 1997年3月5日（28歳）  | 今田美奈                              | 福岡県             | 歌手、HKT48                                                                  |
| 1997年3月5日（28歳）  | 後藤彩                                | 兵庫県             | 歌手、元SUPER☆GiRLS                                                          |
| 1997年3月5日（28歳）  | 矢野妃菜喜                            | 兵庫県             | 声優・女優・歌手、元私立恵比寿中学/元momonaki                                |
| 1997年3月6日（28歳）  | 吉野北人                              | 宮崎県             | 歌手・俳優、THE RAMPAGE from EXILE TRIBE                                     |
| 1997年3月7日（28歳）  | 田野優花                              | 東京都             | 歌手・女優、元AKB48                                                          |
| 1997年3月7日（28歳）  | 藤山伸之助                            | 鹿児島県           | シンガーソングライター                                                       |
| 1997年3月8日（28歳）  | 櫻井紗季                              | 山口県             | 歌手・モデル、東京パフォーマンスドール                                       |
| 1997年3月8日（28歳）  | ハリット・チーワカルン                | タイ               | 俳優・歌手                                                                   |
| 1997年3月8日（28歳）  | 松井珠理奈                            | 愛知県             | 歌手・女優、元SKE48/元ラブ・クレッシェンド/元AKB48                           |
| 1997年3月9日（28歳）  | CHIKA                                 | アメリカ合衆国     | ラッパー                                                                     |
| 1997年3月11日（28歳） | 岩谷翔吾                              | 大阪府             | ダンサー、THE RAMPAGE from EXILE TRIBE                                       |
| 1997年3月12日（28歳） | 咲本美桜                              | 宮城県             | 歌手、Luce_Twinkle_Wink☆/元sendai☆syrup                                      |
| 1997年3月16日（28歳） | 中川勝就                              | 兵庫県             | 歌手、OWV                                                                    |
| 1997年3月16日（28歳） | 森嶋優花                              | 京都府             | 声優、Run Girls, Run!                                                        |
| 1997年3月20日（28歳） | 一彩                                  | 神奈川県           | 太鼓パフォーマー                                                             |
| 1997年3月24日（28歳） | 玉川桃奈                              | 宮城県             | 元ダンサー、元Dream5                                                         |
| 1997年3月24日（28歳） | ミナ                                  | 兵庫県             | 歌手、TWICE                                                                  |
| 1997年3月26日（28歳） | WILYWNKA                              | 大阪府             | ラッパー、変態紳士クラブ                                                     |
| 1997年3月27日（28歳） | 高橋胡桃                              | 埼玉県             | 歌手・女優・タレント、元アイドリング!!!/元ChocoLe                            |
| 1997年3月30日（28歳） | チャウヌ                              | 韓国               | 歌手・俳優、ASTRO                                                            |
| 1997年3月30日（28歳） | 村瀬紗英                              | 大阪府             | 歌手、元NMB48                                                                |
| 1997年4月1日（28歳）  | 奈良ゆい                              | 東京都             | シンガーソングライター                                                       |
| 1997年4月2日（28歳）  | ダッロシュ＝ニェルシュ ・ボグラールカ | ハンガリー         | 歌手                                                                         |
| 1997年4月2日（28歳）  | 村田琳                                | 東京都             | 俳優・歌手、VOYZ BOY                                                         |
| 1997年4月3日（28歳）  | 五十嵐晴菜                            | 神奈川県           | 歌手、Rupo Time                                                              |
| 1997年4月3日（28歳）  | 山川未菜                              | 沖縄県             | 歌手・タレント、Lucky Color's                                                |
| 1997年4月4日（28歳）  | 出雲咲乃                              | 福岡県             | シンガーソングライター                                                       |
| 1997年4月4日（28歳）  | ジホ                                  | 韓国               | 歌手、OH MY GIRL                                                             |
| 1997年4月4日（28歳）  | ロイ-RöE-                             |                    | シンガーソングライター                                                       |
| 1997年4月6日（28歳）  | ミンギュ(Mingyu)                      | 韓国               | 歌手、SEVENTEEN                                                              |
| 1997年4月6日（28歳）  | 内木志                                | 滋賀県             | 女優・元歌手、元NMB48                                                        |
| 1997年4月9日（28歳）  | 後藤翼ジェニー                        | 山形県             | 歌手・YouTuber                                                               |
| 1997年4月10日（28歳） | 花影香音                              | 沖縄県             | 女優・歌手、Lucky Color's                                                    |
| 1997年4月15日（28歳） | 中村海人                              | 東京都             | 歌手、Travis Japan                                                           |
| 1997年4月21日（28歳） | 高木紗友希                            | 千葉県             | 歌手、元Juice=Juice                                                          |
| 1997年4月21日（28歳） | 前嶋曜                                | 神奈川県           | 歌手・俳優、ジュノン・スーパーボーイ・アナザーズ                             |
| 1997年4月22日（28歳） | 溝呂木世蘭                            | 東京都             | 歌手、元Cheeky Parade/元E☆Traps                                              |
| 1997年4月23日（28歳） | 長沢菜々香                            | 山形県             | 歌手、元欅坂46                                                               |
| 1997年4月25日（28歳） | 小田えりな                            | 神奈川県           | 歌手、元AKB48                                                                |
| 1997年4月28日（28歳） | 岩崎優也                              |                    | 歌手、SUNNY CAR WASH                                                         |
| 1997年4月28日（28歳） | 叶結花                                |                    | タレント・歌手、元E☆Traps                                                    |
| 1997年4月30日（28歳） | 玉川来夢                              | 神奈川県           | 歌手・女優・タレント、元アイドリング!!!/元ChocoLe                            |
| 1997年5月2日（28歳）  | 大西亜玖璃                            | 愛知県             | 女優・声優・歌手、虹ヶ咲学園スクールアイドル同好会/元X21/元Prima Porta       |
| 1997年5月2日（28歳）  | 浜崎香帆                              | 福岡県             | 歌手・女優、東京パフォーマンスドール                                         |
| 1997年5月2日（28歳）  | ベンベン                              | タイ               | 歌手、GOT7                                                                   |
| 1997年5月3日（28歳）  | デザイナー                            | アメリカ合衆国     | ラッパー                                                                     |
| 1997年5月5日（28歳）  | Authority                             | 青森県             | ヒップホップMC                                                               |
| 1997年5月6日（28歳）  | 美里ウィンチェスター                  | 長崎県             | シンガーソングライター                                                       |
| 1997年5月6日（28歳）  | 八木勇征                              | 東京都             | FANTASTICS from EXILE TRIBE                                                  |
| 1997年5月7日（28歳）  | 石森虹花                              | 宮城県             | 歌手、元欅坂46/元DAISY★GIRLS                                                 |
| 1997年5月7日（28歳）  | 髙木悠未                              | 福岡県             | タレント・歌手、LinQ                                                         |
| 1997年5月7日（28歳）  | 夏木奈々子                            | 愛知県             | 歌手、dela                                                                   |
| 1997年5月7日（28歳）  | 前田彩里                              | 兵庫県             | 歌手、元ハロプロエッグ                                                       |
| 1997年5月8日（28歳）  | Mom/Akihiko Karibe                    |                    | シンガーソングライター                                                       |
| 1997年5月9日（28歳）  | 石飛恵里花                            | 埼玉県             | 声優・歌手、ピュアリーモンスター                                             |
| 1997年5月12日（28歳） | 室井雅也                              | 兵庫県             | シンガーソングライター                                                       |
| 1997年5月12日（28歳） | 山口愛                                | 神奈川県           | 女優・声優・歌手、日向美ビタースイーツ♪                                      |
| 1997年5月14日（28歳） | 小出きす                              |                    | 歌手、PANDA 1/2                                                              |
| 1997年5月15日（28歳） | スモークパープ                        | アメリカ合衆国     | ラッパー                                                                     |
| 1997年5月16日（28歳） | 佐藤佳穂                              | 愛知県             | 歌手、SKE48                                                                  |
| 1997年5月18日（28歳） | 早見紗英                              | 三重県             | 女優・タレント・歌手、dela                                                   |
| 1997年5月20日（28歳） | アレクサンドル・カントロフ            | フランス           | ピアニスト                                                                   |
| 1997年5月20日（28歳） | 春木大輔                              | 北海道             | モデル・俳優・歌手、NORD                                                     |
| 1997年5月21日（28歳） | プリム・ラッタナルーァンワッタナー    | タイ               | 俳優・歌手                                                                   |
| 1997年5月21日（28歳） | 山崎怜奈                              | 東京都             | 歌手、元乃木坂46                                                             |
| 1997年5月22日（28歳） | 倉知玲鳳                              |                    | 声優・キーボーディスト、RAISE A SUILEN                                       |
| 1997年5月23日（28歳） | 浦川翔平                              | 長崎県             | ダンサー、THE RAMPAGE from EXILE TRIBE                                       |
| 1997年5月23日（28歳） | 田辺留依                              | 東京都             | 声優・歌手                                                                   |
| 1997年5月23日（28歳） | 百瀬はる夏                            | 東京都             | タレント・歌手、元桃色革命                                                   |
| 1997年5月25日（28歳） | 佐野文哉                              | 山梨県             | 歌手、OWV                                                                    |
| 1997年5月26日（28歳） | 井上真由子                            | 兵庫県             | 歌手、SUPER☆GiRLS                                                            |
| 1997年5月26日（28歳） | 森下果音                              | 愛知県             | 女優・歌手、元カメトレ                                                       |
| 1997年5月30日（28歳） | 小嶋真子                              | 東京都             | 歌手、元AKB48/元てんとうむChu!                                               |
| 1997年5月31日（28歳） | チョン・セウン                        | 韓国               | 歌手                                                                         |
| 1997年5月31日（28歳） | 本村碧唯                              | 福岡県             | 歌手、HKT48                                                                  |
| 1997年6月1日（28歳）  | しあ                                  | 福岡県             | MC・詩人                                                                     |
| 1997年6月1日（28歳）  | 森香穂                                | 三重県             | 歌手、元STU48                                                                |
| 1997年6月3日（28歳）  | 瑛人                                  | 神奈川県           | シンガーソングライター                                                       |
| 1997年6月4日（28歳）  | 中西香菜                              | 大阪府             | 歌手、元アンジュルム                                                         |
| 1997年6月4日（28歳）  | MUTSUKI                               | 北海道             | 歌手、元Softly                                                               |
| 1997年6月5日（28歳）  | 北澤早紀                              | 千葉県             | 歌手、AKB48                                                                  |
| 1997年6月5日（28歳）  | 胡桃そら                              | 東京都             | 歌手、元仮面女子/元アーマーガールズ/元ほわいと☆milk                          |
| 1997年6月6日（28歳）  | 瀬名きらり                            | 愛知県             | AV女優・歌手、ロリィタ白昼夢RH                                               |
| 1997年6月6日（28歳）  | ムックダーワン・サンティポーン        | ラオス             | 歌手                                                                         |
| 1997年6月9日（28歳）  | 並木瑠璃                              | 神奈川県           | シンガーソングライター                                                       |
| 1997年6月10日（28歳） | 水湊美緒                              | 福岡県             | 歌手・モデル・女優、元#ババババンビ                                          |
| 1997年6月11日（28歳） | コダック・ブラック                    | アメリカ合衆国の旗 | ラッパー                                                                     |
| 1997年6月11日（28歳） | ジョルジャ・スミス                    | イギリスの旗       | 歌手                                                                         |
| 1997年6月11日（28歳） | 山本真凜                              | 三重県             | 歌手、元Cheeky Parade                                                        |
| 1997年6月14日（28歳） | 藤井風                                | 岡山県             | シンガーソングライター                                                       |
| 1997年6月15日（28歳） | 村山彩希                              | 神奈川県           | 歌手、AKB48                                                                  |
| 1997年6月17日（28歳） | 浦野秀太                              | 神奈川県           | 歌手、OWV                                                                    |
| 1997年6月17日（28歳） | 橋本耀                                | 神奈川県           | 女優・タレント・歌手、元AKB48                                                |
| 1997年6月20日（28歳） | 岡美咲                                | 埼玉県             | 歌手、元夢みるアドレセンス                                                   |
| 1997年6月21日（28歳） | レベッカ・ブラック                    | アメリカ合衆国     | 歌手                                                                         |
| 1997年6月22日（28歳） | 神谷早矢佳                            | 兵庫県             | 声優・歌手                                                                   |
| 1997年6月24日（28歳） | 裂固                                  | 岐阜県             | ラッパー                                                                     |
| 1997年6月27日（28歳） | 長野佑紀                              | 広島県             | 声優・歌手                                                                   |
| 1997年6月27日（28歳） | H.E.R.                                | アメリカ合衆国     | シンガーソングライター                                                       |
| 1997年6月28日（28歳） | 中江友梨                              | 大阪府             | 歌手、東京女子流                                                             |
| 1997年6月30日（28歳） | 森下真依                              | 東京都             | グラビアアイドル・パフォーマー、元Gacharic Spin                              |

### 7月〜12月
| 生年月日・年齢         | 名前                                        | 出身               | 職業・所属・備考                                                 |
| ---------------------- | ------------------------------------------- | ------------------ | ---------------------------------------------------------------- |
| 7月                    | むぎ (猫)                                   | 東京都             | シンガーソングライター                                           |
| 1997年7月1日（28歳）   | 金子りえ                                    | 神奈川県           | 歌手、元ハロプロ研修生                                           |
| 1997年7月1日（28歳）   | 新田ひより                                  | 東京都             | 声優・歌手                                                       |
| 1997年7月2日（28歳）   | 庄司芽生                                    | 山形県             | 歌手、東京女子流                                                 |
| 1997年7月3日（28歳）   | 石塚汐花                                    | 東京都             | 歌手、アイドルカレッジ                                           |
| 1997年7月3日（28歳）   | ゆいにしお                                  | 愛知県             | シンガーソングライター                                           |
| 1997年7月4日（27歳）   | 瀬織美津姫                                  | 愛知県             | 歌手・タレント、元Two☆inkle                                      |
| 1997年7月4日（27歳）   | 高萩千夏                                    | 福島県             | 歌手、アップアップガールズ（2）/元アイくるガールズ               |
| 1997年7月4日（27歳）   | 中村優花                                    | 愛知県             | 歌手、元SKE48                                                    |
| 1997年7月5日（27歳）   | 村雲颯香                                    | 秋田県             | 歌手、元NGT48                                                    |
| 1997年7月7日（27歳）   | 生田衣梨奈                                  | 福岡県             | 歌手、モーニング娘。                                             |
| 1997年7月7日（27歳）   | 土生瑞穂                                    | 東京都             | 歌手、元櫻坂46                                                   |
| 1997年7月9日（27歳）   | 佐藤ノア                                    | 北海道             | モデル・歌手                                                     |
| 1997年7月10日（27歳）  | 加藤玲奈                                    | 千葉県             | 歌手、元AKB48                                                    |
| 1997年7月11日（27歳）  | 石塚朱莉                                    | 千葉県             | 歌手、元NMB48                                                    |
| 1997年7月11日（27歳）  | 牛牛                                        | 中国               | ピアニスト                                                       |
| 1997年7月12日（27歳）  | ケビン                                      | 神奈川県           | 歌手、元PRIZMAX                                                  |
| 1997年7月15日（27歳）  | 今城沙耶                                    | 広島県             | 歌手、元カメトレ                                                 |
| 1997年7月15日（27歳）  | 田中絵里花                                  | 東京都             | 元タレント、元おはガール                                         |
| 1997年7月15日（27歳）  | 森本慎太郎                                  | 神奈川県           | 歌手・俳優、SixTONES                                             |
| 1997年7月17日（27歳）  | シンリズム                                  | 兵庫県             | シンガーソングライター                                           |
| 1997年7月18日（27歳）  | 大黒柚姫                                    | 愛知県             | 歌手、TEAM SHACHI                                                |
| 1997年7月19日（27歳）  | 原結里                                      | 愛媛県             | 女優・タレント・歌手、元ひめキュンフルーツ缶                     |
| 1997年7月22日（27歳）  | 酒井健吉                                    |                    | 現代音楽作曲家                                                   |
| 1997年7月22日（27歳）  | 高野洸                                      | 福岡県             | 俳優・ダンサー、元Dream5                                         |
| 1997年7月22日（27歳）  | 矢島愛弥                                    | 東京都             | タレント・歌手、B2takes!!                                        |
| 1997年7月22日（27歳）  | 武藤志織                                    | 東京都             | 声優・元歌手                                                     |
| 1997年7月22日（27歳）  | ゆりあんぬ                                  | 東京都             | 歌手、元劇場版ゴキゲン帝国/元XTEEN                               |
| 1997年7月22日（27歳）  | 米本明                                      | 愛知県             | 指揮者                                                           |
| 1997年7月23日（27歳）  | たつや◎                                     | 埼玉県             | 歌手、ACE COLLECTION                                             |
| 1997年7月24日（27歳）  | ケイリー・スピーニー                        | アメリカ合衆国     | 女優・歌手                                                       |
| 1997年7月26日（27歳）  | 中島拓人                                    | 東京都             | 俳優・歌手、ジュノン・スーパーボーイ・アナザーズ                 |
| 1997年7月26日（27歳）  | 森保まどか                                  | 長崎県             | 歌手・ピアニスト、元HKT48                                        |
| 1997年7月30日（27歳）  | フィネアス・オコネル                        | アメリカ合衆国の旗 | シンガーソングライター                                           |
| 1997年7月31日（27歳）  | 伊藤愛真                                    |                    | モデル・歌手、卒業☆星                                            |
| 1997年7月31日（27歳）  | 緒方佑奈                                    | 広島県             | 声優・歌手                                                       |
| 1997年7月31日（27歳）  | RaMu                                        | 埼玉県             | タレント・歌手、元KissBeeZero                                    |
| 1997年8月1日（27歳）   | 加藤夕夏                                    | 大阪府             | 歌手、元NMB48                                                    |
| 1997年8月3日（27歳）   | hibiki                                      | 愛知県             | 歌手・モデル、lol-エルオーエル-                                  |
| 1997年8月5日（27歳）   | 王一博                                      | 中国               | 歌手、UNIQ                                                       |
| 1997年8月5日（27歳）   | オリヴィア・ホルト                          | アメリカ合衆国     | 女優・歌手                                                       |
| 1997年8月5日（27歳）   | ヤングブラッド                              | イングランド       | シンガーソングライター                                           |
| 1997年8月6日（27歳）   | 堀夏喜                                      | 愛知県             | ダンサー、FANTASTICS from EXILE TRIBE                            |
| 1997年8月8日（27歳）   | ガウィン・キャスキー                        | タイ               | 俳優・歌手                                                       |
| 1997年8月9日（27歳）   | 大橋和也                                    | 福岡県             | 歌手・俳優、なにわ男子                                           |
| 1997年8月10日（27歳）  | 熊崎晴香                                    | 愛知県             | 歌手、SKE48/ラブ・クレッシェンド                                 |
| 1997年8月11日（27歳）  | 木本花音                                    | 愛知県             | 元歌手、元SKE48/元HKT48                                          |
| 1997年8月11日（27歳）  | 渚りりか                                    | 大阪府             | 元歌手、元仮面女子                                               |
| 1997年8月11日（27歳）  | 西村菜那子                                  | 長野県             | 歌手、元NGT48                                                    |
| 1997年8月14日（27歳）  | 中島菜々                                    | 長野県             | 元歌手、元カレッジ・コスモス                                     |
| 1997年8月16日（27歳）  | 大平静香                                    | 鹿児島県           | 女優・歌手、元Lunar                                              |
| 1997年8月16日（27歳）  | グレイソン・チャンス                        | アメリカ合衆国     | シンガーソングライター                                           |
| 1997年8月16日（27歳）  | パイパー・カーダ                            | アメリカ合衆国     | 女優・歌手                                                       |
| 1997年8月18日（27歳）  | 西森じん                                    | 神奈川県           | 歌手、アイオケ                                                   |
| 1997年8月19日（27歳）  | 土屋李央                                    | 神奈川県           | 声優・歌手                                                       |
| 1997年8月20日（27歳）  | Orangestar                                  |                    | ボカロP                                                          |
| 1997年8月22日（27歳）  | 江原裕理                                    | 山口県             | 声優・歌手、ギルドロップス                                       |
| 1997年8月22日（27歳）  | 西井万理那                                  | 埼玉県             | 歌手、元生ハムと焼うどん/元APOKALIPPPS/ZOC                       |
| 1997年8月23日（27歳）  | 斉藤結女                                    | 埼玉県             | 女優・歌手、元ヤンチャン学園 音楽部                              |
| 1997年8月23日（27歳）  | 中井りか                                    | 富山県             | 歌手、元NGT48                                                    |
| 1997年8月23日（27歳）  | リル・ヨッティ                              | アメリカ合衆国     | ラッパー                                                         |
| 1997年8月24日（27歳）  | アラン・ウォーカー                          | イギリス           | 音楽プロデューサー                                               |
| 1997年8月25日（27歳）  | TENKI                                       | 三重県             | 歌手・タレント、元祭nine./元BOYS AND MEN                         |
| 1997年8月26日（27歳）  | コーデー                                    | アメリカ合衆国     | ラッパー                                                         |
| 1997年8月30日（27歳）  | 阿部顕嵐                                    | 東京都             | タレント・歌手、7ORDER/元Travis Japan                            |
| 1997年9月1日（27歳）   | JUNG KOOK                                   | 韓国               | 歌手、BTS                                                        |
| 1997年9月2日（27歳）   | 馬場なつみ                                  | 愛知県             | 声優・歌手                                                       |
| 1997年9月4日（27歳）   | 坂東希                                      | 東京都             | モデル・ダンサー、元E-girls/元Flower                             |
| 1997年9月5日（27歳）   | 甲賀美月                                    | 静岡県             | 声優・女優・歌手                                                 |
| 1997年9月5日（27歳）   | 齊藤京子                                    | 東京都             | 歌手、元日向坂46                                                 |
| 1997年9月9日（27歳）   | ユビン                                      | 韓国               | 歌手、OH MY GIRL                                                 |
| 1997年9月9日（27歳）   | 宮前杏実                                    | 愛知県             | 歌手、元SKE48                                                    |
| 1997年9月10日（27歳）  | 咲良菜緒                                    | 愛知県             | 歌手、TEAM SHACHI                                                |
| 1997年9月12日（27歳）  | 武内駿輔                                    | 東京都             | 声優・歌手                                                       |
| 1997年9月12日（27歳）  | 中島由貴                                    | 和歌山県           | 声優・歌手、Roselia/元アース・スター ドリーム                    |
| 1997年9月12日（27歳）  | 渡邊真由                                    | 神奈川県           | 歌手・女優、元サンミニ/元PALET                                   |
| 1997年9月14日（27歳）  | 美波                                        | 埼玉県             | シンガーソングライター                                           |
| 1997年9月15日（27歳）  | 杏羽かれん                                  | 宮城県             | AV女優・歌手、原宿☆バンビーナ候補生                              |
| 1997年9月17日（27歳）  | 渡辺恵伶奈                                  |                    | モデル・女優・歌手、元w2w/元Go!Go!ぱわふる学園                   |
| 1997年9月20日（27歳）  | 大西桃香                                    | 奈良県             | 歌手、元AKB48                                                    |
| 1997年9月20日（27歳）  | 集貝はな                                    | 東京都             | 声優・歌手                                                       |
| 1997年9月21日（27歳）  | 小鳥遊楓                                    | 東京都             | ホスト・モデル・歌い手・作詞家                                   |
| 1997年9月22日（27歳）  | 宮近海斗                                    | 東京都             | 歌手、Travis Japan                                               |
| 1997年9月24日（27歳）  | 瀧野由美子                                  | 山口県             | 歌手、元STU48                                                    |
| 1997年9月26日（27歳）  | 日和ゆず/安藤ゆず                           | 愛知県             | 歌手、元チームしゃちほこ                                         |
| 1997年9月27日（27歳）  | 汐入あすか                                  | 千葉県             | 声優・歌手、サンドリオン                                         |
| 1997年9月29日（27歳）  | 藍染カレン                                  | 熊本県             | 歌手、ZOC/元禁断の多数決                                         |
| 1997年9月29日（27歳）  | 小泉花恋                                    | 東京都             | 歌手・女優、綺星★フィオレナード/元bonbon ange                    |
| 1997年9月29日（27歳）  | 花守ゆみり                                  | 神奈川県           | 声優・歌手                                                       |
| 1997年10月1日（27歳）  | 鈴木みのり                                  | 愛知県             | 声優・歌手、ワルキューレ                                         |
| 1997年10月3日（27歳）  | 高橋朱里                                    | 茨城県             | Rocket Punch/元AKB48                                             |
| 1997年10月3日（27歳）  | 湯本亜美                                    | 埼玉県             | 歌手、元AKB48                                                    |
| 1997年10月5日（27歳）  | 南ななこ                                    | 大阪府             | 歌手・タレント、元GEM                                            |
| 1997年10月6日（27歳）  | よみぃ                                      | 北海道             | YouTuber・作曲家・ピアニスト                                     |
| 1997年10月7日（27歳）  | 尾関梨香                                    | 神奈川県           | 歌手、元櫻坂46                                                   |
| 1997年10月7日（27歳）  | キーラ・コサリン                            | アメリカ合衆国     | 女優・歌手                                                       |
| 1997年10月8日（27歳）  | 玉城ティナ                                  | 沖縄県             | 女優・歌手                                                       |
| 1997年10月8日（27歳）  | ベラ・ソーン                                | アメリカ合衆国の旗 | 女優・モデル・歌手・ダンサー                                     |
| 1997年10月9日（27歳）  | 柴田芽衣                                    | 福岡県             | 声優・歌手                                                       |
| 1997年10月9日（27歳）  | 三井淳平                                    | 東京都             | 歌手、UNIVERSAL BOYS                                             |
| 1997年10月11日（27歳） | 厚木那奈美                                  | 長野県             | 声優・歌手、Run Girls, Run!                                      |
| 1997年10月11日（27歳） | 河内美里                                    | 東京都             | 女優・シンガーソングライター                                     |
| 1997年10月12日（27歳） | 須田アンナ                                  | 東京都             | ダンサー、元E-girls/元Happiness/元スダンナユズユリー             |
| 1997年10月12日（27歳） | 持田千妃来                                  | 新潟県             | 女優・声優・歌手 元NICE GIRL プロジェクト!/元キャナァーリ倶楽部  |
| 1997年10月14日（27歳） | 白間美瑠                                    | 大阪府             | 歌手、元NMB48/元AKB48                                            |
| 1997年10月14日（27歳） | 山木梨沙                                    | 東京都             | 歌手、元カントリー・ガールズ                                     |
| 1997年10月15日（27歳） | 星元裕月                                    | 静岡県             | 俳優・歌手                                                       |
| 1997年10月19日（27歳） | 青野紗穂                                    | 兵庫県             | 歌手                                                             |
| 1997年10月20日（27歳） | 岡本桃香                                    | 愛知県             | アナウンサー・元モデル・元歌手、元DIANNA☆SWEET                   |
| 1997年10月20日（27歳） | ソン・ソヒ                                  | 韓国               | 歌手                                                             |
| 1997年10月20日（27歳） | 藤原樹                                      | 福岡県             | ダンサー、THE RAMPAGE from EXILE TRIBE                           |
| 1997年10月24日（27歳） | 小鳥遊るい                                  | 三重県             | 歌手、＃ババババンビ                                             |
| 1997年10月28日（27歳） | 植田真衣                                    | 福岡県             | シンガーソングライター                                           |
| 1997年10月28日（27歳） | ウィンウィン                                | 中華人民共和国     | 歌手、NCT                                                        |
| 1997年10月30日（27歳） | 神宮寺勇太                                  | 千葉県             | 歌手・俳優、Number_i、元King & Prince                            |
| 1997年11月1日（27歳）  | アレックス・ウルフ                          | アメリカ合衆国     | ミュージシャン・俳優                                             |
| 1997年11月2日（27歳）  | 星名美怜                                    | 神奈川県           | 歌手、私立恵比寿中学                                             |
| 1997年11月3日（27歳）  | 北村匠海                                    | 東京都             | 歌手・俳優、DISH//                                               |
| 1997年11月3日（27歳）  | 水谷果穂                                    | 静岡県             | 女優・歌手                                                       |
| 1997年11月7日（27歳）  | ディエイト                                  | 中国               | 歌手、SEVENTEEN                                                  |
| 1997年11月7日（27歳）  | 岡田奈々                                    | 神奈川県           | 歌手、AKB48/元STU48/元てんとうむChu!                             |
| 1997年11月7日（27歳）  | 若山あやの                                  | オーストラリア     | 歌手・タレント、元X21                                            |
| 1997年11月9日（27歳）  | 野元空                                      | 鹿児島県           | 歌手・ダンサー、元フェアリーズ                                   |
| 1997年11月10日（27歳） | 佐々木李子                                  | 秋田県             | 女優・声優・歌手                                                 |
| 1997年11月11日（27歳） | 髙木由莉愛                                  | 大分県             | タレント・歌手、JAPANARIZM                                       |
| 1997年11月12日（27歳） | チェ・ビョンチャン                          | 韓国               | 歌手、VICTON                                                     |
| 1997年11月12日（27歳） | 守屋茜                                      | 宮城県             | 歌手、元櫻坂46                                                   |
| 1997年11月14日（27歳） | 木戸衣吹                                    | 青森県             | 声優・歌手、BEST FRIENDS!/元every♥ing!                           |
| 1997年11月14日（27歳） | HAU                                         |                    | 歌手、BUZZ-ER.                                                   |
| 1997年11月14日（27歳） | 松倉海斗                                    | 神奈川県           | 歌手・俳優、Travis Japan                                         |
| 1997年11月15日（27歳） | 秋本帆華                                    | 愛知県             | 歌手、TEAM SHACHI                                                |
| 11月16日（20歳没）     | ナットニチャー・ チャートチューブッパカリー | タイ               | 女優・歌手、+2018年                                              |
| 1997年11月17日（27歳） | 掛川渚                                      | 長野県             | 声優・歌手                                                       |
| 1997年11月17日（27歳） | XAI                                         | 東京都             | 歌手                                                             |
| 1997年11月19日（27歳） | 新井愛瞳                                    | 群馬県             | 歌手、アップアップガールズ（仮）                                 |
| 1997年11月19日（27歳） | 小数賀芙由香                                | 神奈川県           | 歌手、元アンジュルム                                             |
| 1997年11月19日（27歳） | 白岩瑠姫                                    | 東京都             | 歌手、JO1                                                        |
| 1997年11月19日（27歳） | 早坂七星                                    | 東京都             | 女優・声優・歌手、 元少女閣下のインターナショナル/元ライムベリー |
| 1997年11月20日（27歳） | 栗原大河                                    | 神奈川県           | 俳優・歌手、TacT                                                 |
| 1997年11月20日（27歳） | 山崎エリイ                                  | 千葉県             | 声優・タレント・歌手、every♥ing!                                 |
| 1997年11月22日（27歳） | 前島亜美                                    | 埼玉県             | 歌手・女優、Pastel*Palettes、元SUPER☆GiRLS                       |
| 1997年11月23日（27歳） | 竹内朱莉                                    | 埼玉県             | 歌手、元アンジュルム                                             |
| 1997年11月24日（27歳） | 関哲汰                                      | 神奈川県           | 俳優・タレント・歌手、EBiSSH/ONE N' ONLY                         |
| 1997年11月24日（27歳） | 山本栞里                                    | 静岡県             | 歌手、元Ring-Trip                                                |
| 1997年11月26日（27歳） | 相楽伊織                                    | 埼玉県             | モデル・女優・歌手、元乃木坂46                                   |
| 1997年11月27日（27歳） | 川崎成美                                    | 愛知県             | 歌手・タレント、元dela/元SKE48                                   |
| 1997年11月27日（27歳） | 松島聡                                      | 静岡県             | 歌手、timelesz                                                   |
| 1997年11月28日（27歳） | 峯田茉優                                    | 長野県             | 声優・歌手                                                       |
| 1997年11月29日（27歳） | 小林れい                                    | 埼玉県             | 歌手、元夢みるアドレセンス                                       |
| 1997年11月29日（27歳） | 紗蘭                                        | 東京都             | モデル・歌手                                                     |
| 1997年11月30日（27歳） | 山本杏奈                                    | 広島県             | 歌手、=LOVE/元SPL∞ASH                                            |
| 1997年12月2日（27歳）  | 古森結衣                                    | 山口県             | タレント・歌手、元HKT48/元10COLOR'S/元GALETTe                    |
| 1997年12月5日（27歳）  | 鈴本美愉                                    | 愛知県             | 歌手、元欅坂46                                                   |
| 1997年12月6日（27歳）  | 宮瀬尚也                                    | 埼玉県             | 声優・歌手                                                       |
| 1997年12月8日（27歳）  | 涼ユキノ                                    | 茨城県             | モデル・女優・歌手、元La PomPon                                  |
| 1997年12月10日（27歳） | たかはしほのか                              | 東京都             | 歌手、リーガルリリー                                             |
| 1997年12月11日（27歳） | 井上苑子                                    | 兵庫県             | シンガーソングライター                                           |
| 1997年12月12日（27歳） | Ryoko                                       | 大阪府             | 歌手、ЯeaL                                                       |
| 1997年12月13日（27歳） | 酒井萌衣                                    | 愛知県             | 女優・歌手、元SKE48                                              |
| 1997年12月15日（27歳） | 伊藤萌々香                                  | 埼玉県             | 歌手、元フェアリーズ                                             |
| 1997年12月15日（27歳） | 小西彩乃                                    | 大阪府             | 歌手、元東京女子流                                               |
| 1997年12月15日（27歳） | 橘莉子                                      | 東京都             | 元歌手                                                           |
| 1997年12月16日（27歳） | ザラ・ラーソン                              | スウェーデン       | 歌手                                                             |
| 1997年12月19日（27歳） | 石川花音                                    | 千葉県             | 歌手、元SKE48                                                    |
| 1997年12月19日（27歳） | 鶴野有紗                                    | 兵庫県             | 声優・歌手                                                       |
| 1997年12月20日（27歳） | 胡桃かりん                                  | 埼玉県             | 女優・モデル・歌手、Neo Standard/元フレミング/元アリスインアリス |
| 1997年12月20日（27歳） | 中元すず香                                  | 広島県             | 歌手、BABYMETAL、元さくら学院                                    |
| 1997年12月23日（27歳） | 原田彩楓                                    | 千葉県             | 声優・歌手                                                       |
| 1997年12月24日（27歳） | 緒方もも                                    | 大阪府             | 女優・タレント・歌手、元hanarichu                                |
| 1997年12月24日（27歳） | ヨネコ                                      | 埼玉県             | シンガーソングライター                                           |
| 1997年12月26日（27歳） | 潮紗理菜                                    | 神奈川県           | 歌手、元日向坂46                                                 |
| 1997年12月26日（27歳） | ゆっぴ                                      | 東京都             | ギタリスト・シンガーソングライター                               |
| 1997年12月27日（27歳） | 稲場愛香                                    | 北海道             | 歌手、元Juice=Juice/元カントリー・ガールズ                       |
| 1997年12月27日（27歳） | 古賀哉子                                    | 福岡県             | モデル・女性アイドル・女優、元LaLuce                             |
| 1997年12月27日（27歳） | ワチラウィット・ チワアリー                 | タイ               | 俳優・歌手                                                       |
| 1997年12月30日（27歳） | 広瀬咲楽                                    | 宮城県             | シンガーソングライター                                           |
| 1997年12月31日（27歳） | 熊代珠琳                                    | 大阪府             | 歌手、元GEM                                                      |
| 月日不明               | EGL                                         |                    | 音楽プロデューサー                                               |
| 月日不明               | 大川遥                                      | 茨城県             | クラリネット奏者                                                 |
| 月日不明               | スージー・ロッソ                            |                    | 歌手                                                             |
| 月日不明               | 東川亜希子                                  | 東京都             | シンガーソングライター                                           |
| 月日不明               | 福田紫妃                                    | 兵庫県             | ヴァイオリニスト                                                 |
| 月日不明               | わかざえもん                                |                    | ベーシスト、コロナナモレモモ/元.(dot)any                         |

## 死去
- 1月13日 - 毛利蔵人（兵庫県、作曲家、*1950年）
- 2月23日 - トニー・ウィリアムス（ アメリカ合衆国、ジャズミュージシャン、*1945年）
- 3月9日 - ノトーリアス・B.I.G.（ アメリカ合衆国、ラップミュージシャン、*1972年）
- 3月30日 - 鶴田六郎（山口県、歌手、*1916年）
- 4月8日 - ローラ・ニーロ（ アメリカ合衆国、シンガーソングライター、*1947年）
- 4月10日 - 黛敏郎（神奈川県、作曲家、*1929年）
- 4月10日 - 大津あきら（山口県、作詞家、*1950年）
- 5月3日 - ナルシソ・イエペス（ スペイン、ギタリスト、*1927年）
- 5月29日 - ジェフ・バックリー（ アメリカ合衆国、シンガーソングライター、*1966年）
- 6月2日 - 数住岸子（福岡県、ヴァイオリニスト、*1952年）
- 6月26日 - イズラエル・カマカヴィヴォオレ（ ハワイ王国、ハワイの歌手、*1959年）
- 6月29日 - 大村雅朗（福岡県、作曲家・編曲家、*1951年）
- 7月8日 - 中原美紗緒（東京都、シャンソン歌手、*1931年）
- 8月1日 - スヴャトスラフ・リヒテル（ ロシア、ピアニスト、*1915年）
- 8月2日 - フェラ・クティ（ ナイジェリア、アフロビートミュージシャン、*1938年）
- 8月10日 - コンロン・ナンカロウ（ アメリカ合衆国→ メキシコ、作曲家、*1912年）
- 8月12日 - ディック・マークス（ アメリカ合衆国、作曲家、ジャズ・ピアニスト、*1924年）
- 8月16日 - ヌスラト・ファテー・アリー・ハーン（ パキスタン、カッワーリー唱者、*1948年）
- 9月5日 - ゲオルク・ショルティ（ ハンガリー→ イギリス、指揮者、*1912年）
- 10月12日 - ジョン・デンバー（ アメリカ合衆国、シンガーソングライター、*1943年）
- 11月22日 - マイケル・ハッチェンス（ オーストラリア、歌手、*1960年）
- 11月25日 - バルバラ（ フランス、シャンソン歌手、*1930年）
- 12月1日 - ステファン・グラッペリ（ フランス、ジャズ・ヴァイオリニスト、*1908年）